# Biserica de lemn din Iercoșeni

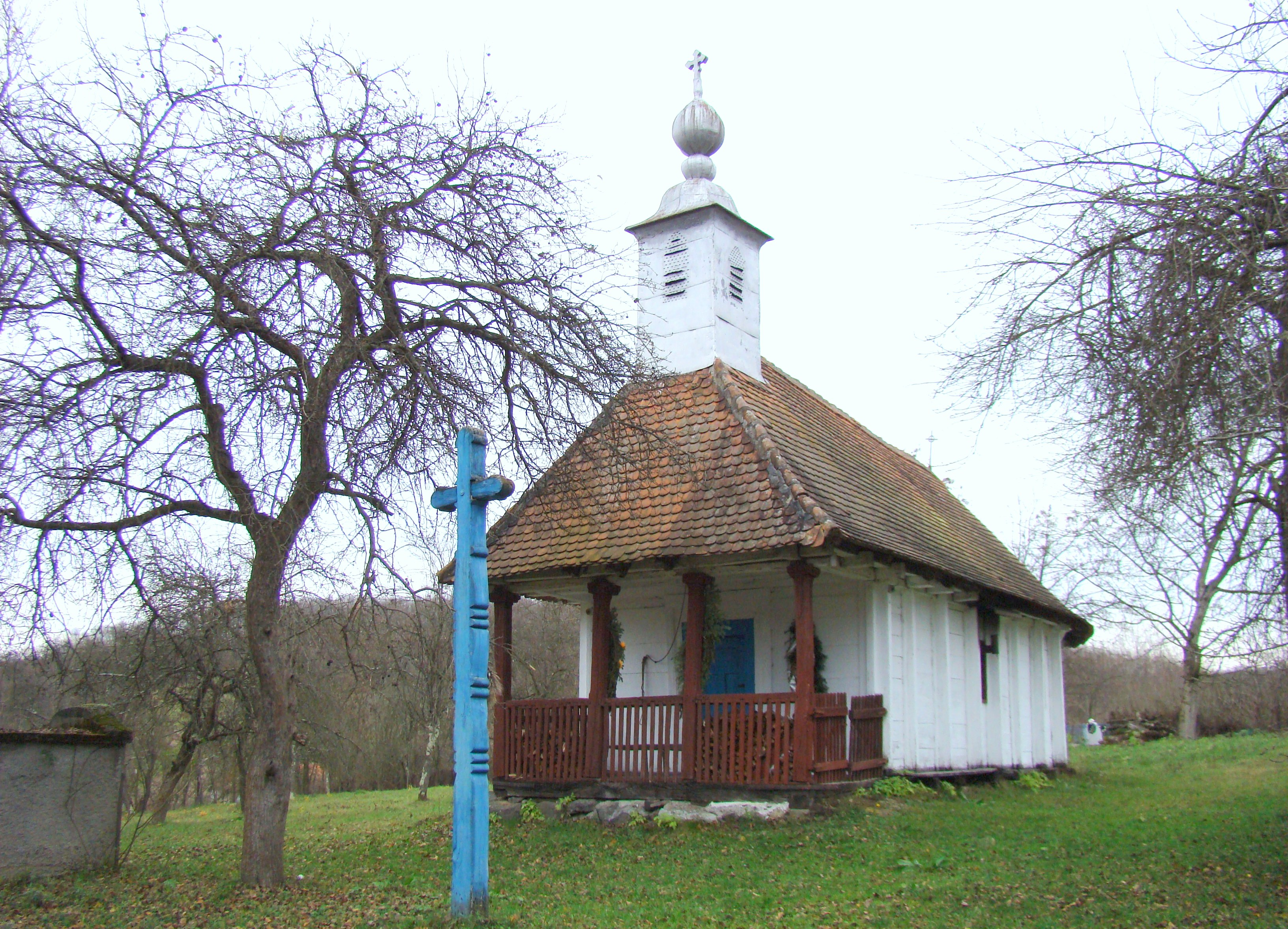
Biserica de lemn „Adormirea Maicii Domnului” din Iercoşeni, comuna Șilindia, județul Arad, foto: decembrie 2009.

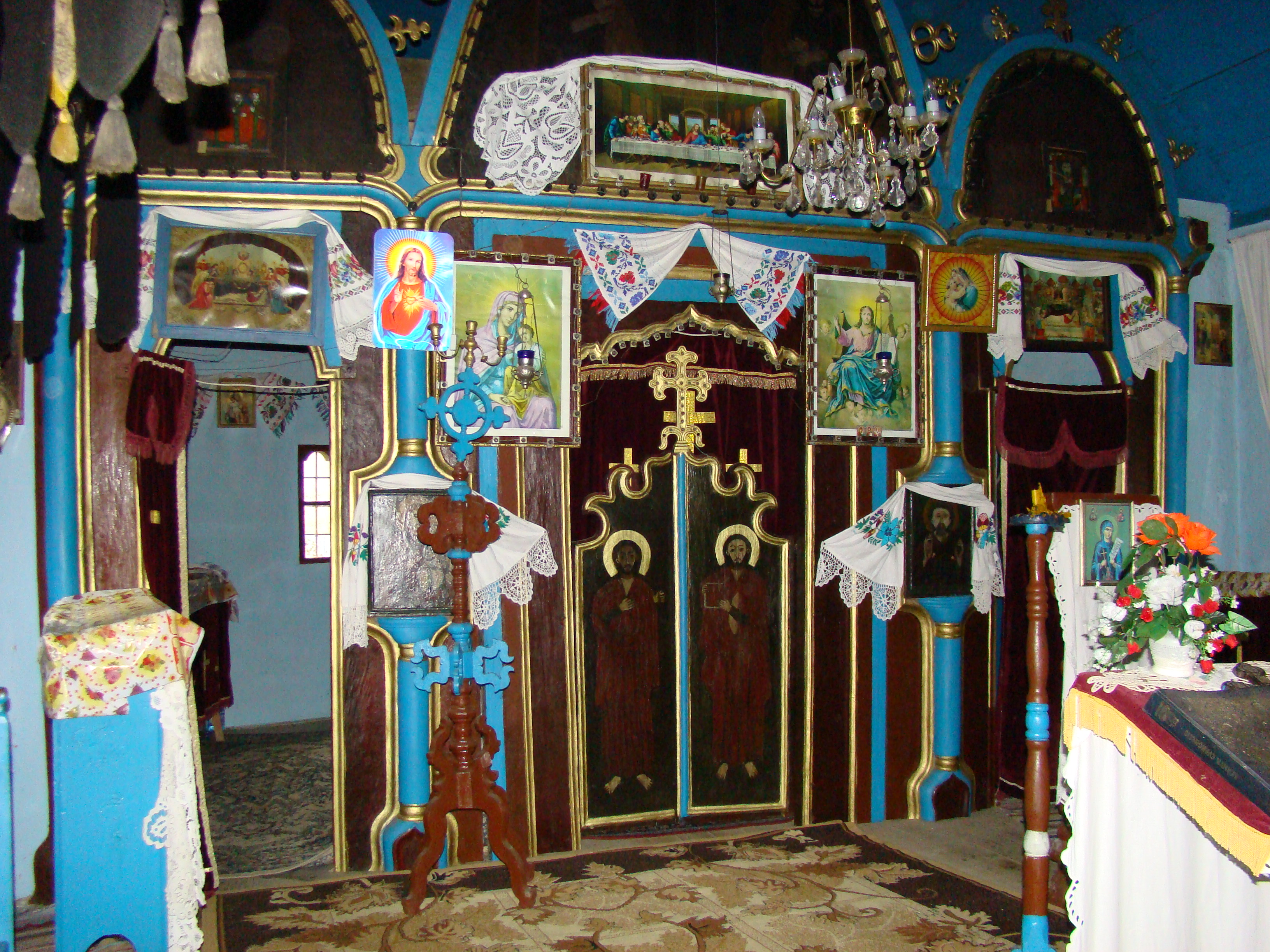

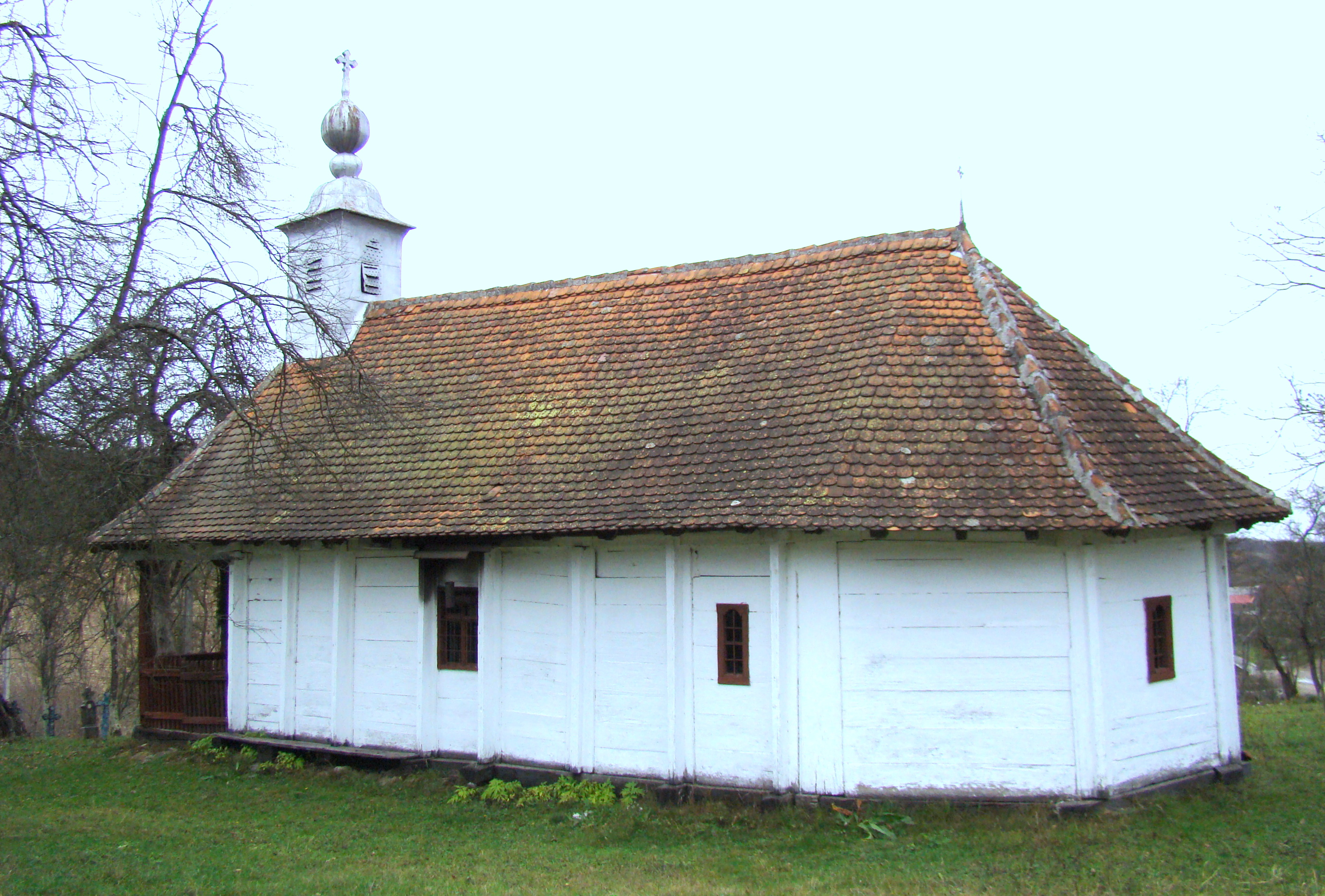

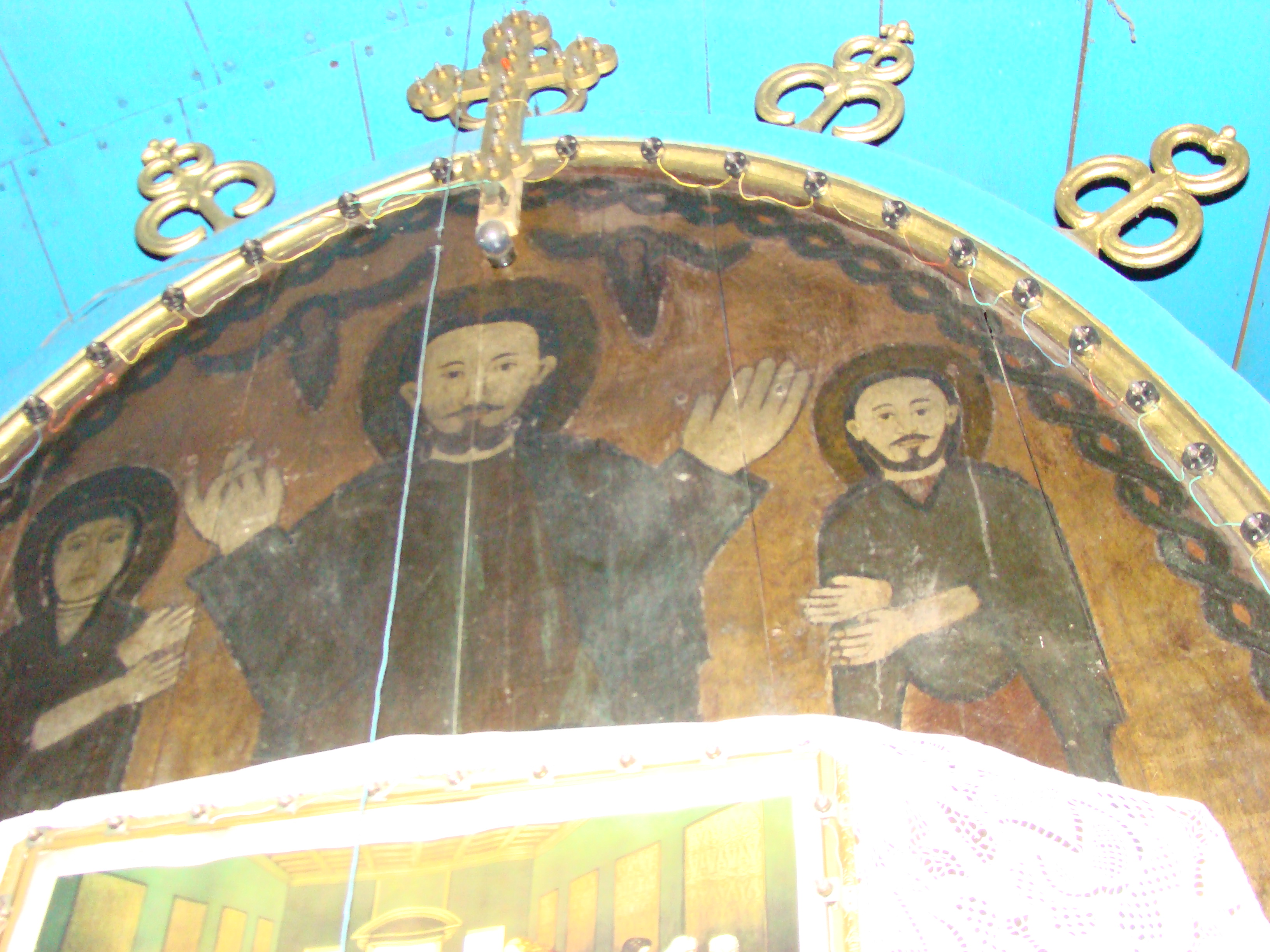

Biserica de lemn din Iercoșeni, comuna Șilindia, județul Arad, a fost ridicată probabil în anul 1752, dată la care a fost transferată din Chisindia. Fiind săraci și ducând o viață fără stabilitate, iercoșenii abia în anul 1752 și-au putut procura actuala biserică din lemn cumpărând-o din satul învecinat Chisindia. Are hramul „Adormirea Maicii Domnului”.

## Istoric și trăsături
Satul Iercoșeni, atestat documentar în 1533, avea 26 de familii în 1828, 1840 de locuitori în anul 1851, 433 în 1900 și 386 în 1922. Așezarea, situată la nord de ultimele creste împădurite ale Munților Zarandului, aparține de comuna Șilindia. Este o parohie cu puțini locuitori din cauza solului, nu prea productiv în comparație cu satele din jur. Nici pădurea satului nu era suficient de mare încât să satisfacă integral nevoile locuitorilor. Din acest motiv multe dintre case erau făcute înainte vreme din chirpici și pământ bătut. Acoperișurile caselor, acum de țiglă, erau odinioară, în marea lor majoritate din paie de secară. Nici o altă localitate din jur nu mai păstrează biserica de lemn în afară de satul Iercoșeni. Planul- este unicul de acest gen în Protopopiatul Ineului din necesitatea de a utiliza într-un mod chibzuit lemnul avut la îndemână, lemn subțire, cu rezistență mai mică. Nava are o formă dreptunghiulară, iar absida un plan pentagonal, cu patru laturi exterioare. Pe latura de vest are o prispă largă, mărginită de stâlpi cu pălimar de scânduri de brad. Construcția- Spre deosebire de toate celelalte biserici de lemn din Protopopiatul Ineului, biserica de la Iercoșeni are pereții din „lozdoabe” din lemn de gorun prinse între „șoși” verticali dubli. „Lozdoabele” sunt prinse în „șoși” cu cuie de lemn. „Șoșii” sunt bine fixați în talpa bisericii și în „cursurău”. „Cursuraiele” sunt legate de grinzile transversale ale construcției, la nivelul de jos al șarpantei acoperișului. Streșina largă face ca apa rezultată din precipitații să cadă departe de baza construcției. Potrivit tradiției locale biserica ar fi fost cumpărată de la satul învecinat Chisindia. La o dată necunoscută a avut loc și repararea din temelie a bisericii. Tot atunci s-ar fi mutat peretele de vest al tindei cu un metru în afară spre a mări spațiul destinat femeilor. În anul 1943 biserica a fost supusă din nou unei reparații ample. Atunci a fost dată jos învelitoarea de șindrilă și pusă alta de țiglă „măruntă”. Vechile „cursuraie” au fost înlocuite cu altele noi. Căpriorii au fost completați cu alții spre a mări rezistența acoperișului cu învelitoare de țiglă în loc de șindrilă ce era mult mai ușoară. Interiorul- În tindă este un tavan drept de scânduri. În naos se întâlnește o boltă semicilindrică care se prelungește și în altar pe o mică porțiune. Deasupra mesei Sfântului Altar acestă boltă semicilindrică se desparte în șase suprafețe ușor curbate ce coboară spre „cursuraiele” de la absidă. La tindă, naos și absidă scândurile de la tavane și bolți sunt vopsite în culoare albastră, iar pereții sunt spoiți cu var. Masa altarului și lădița de fag pentru lumânări par să fie singurele mărturii originale ale monumentului. 

## Imagini din interior

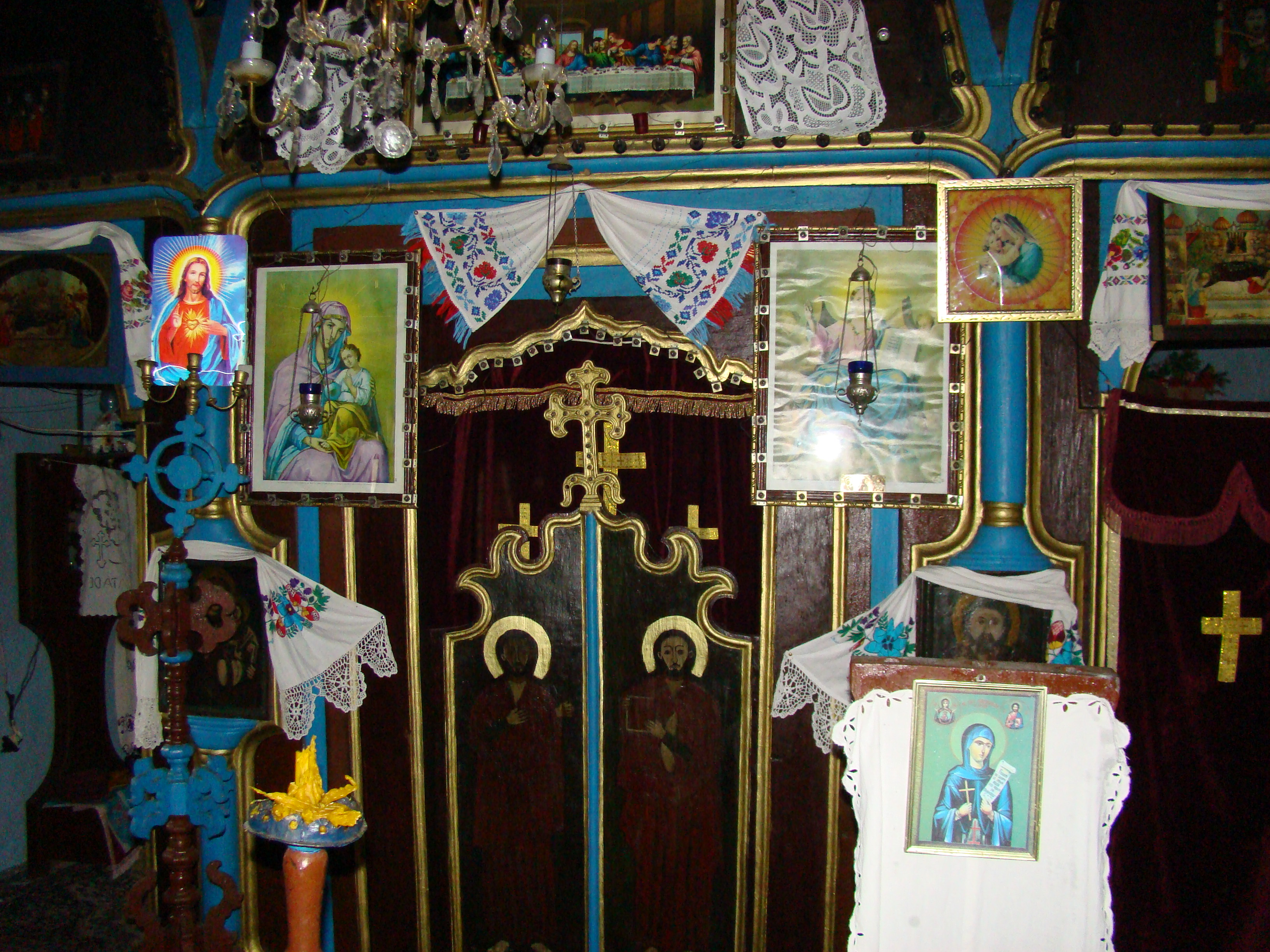
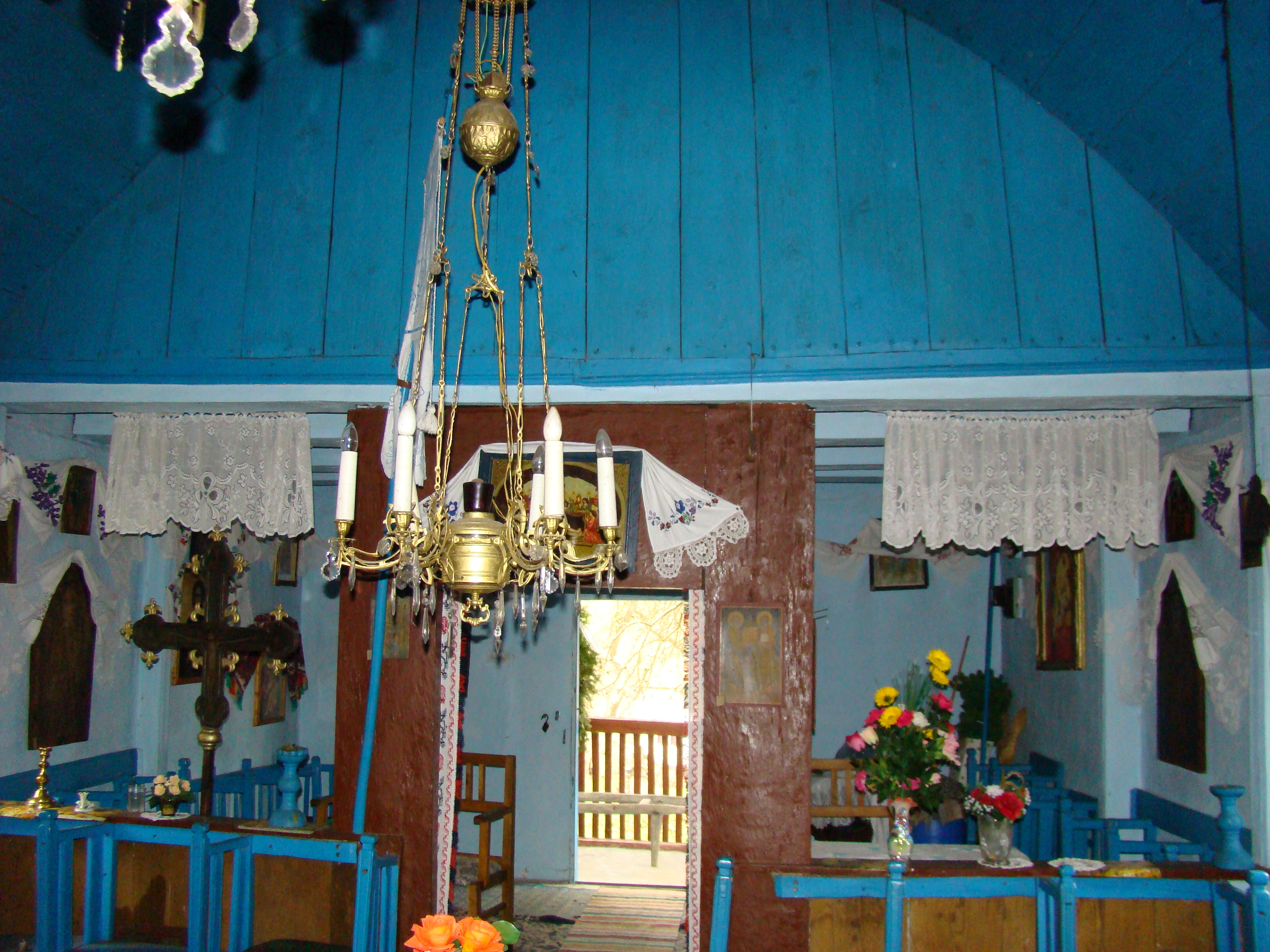
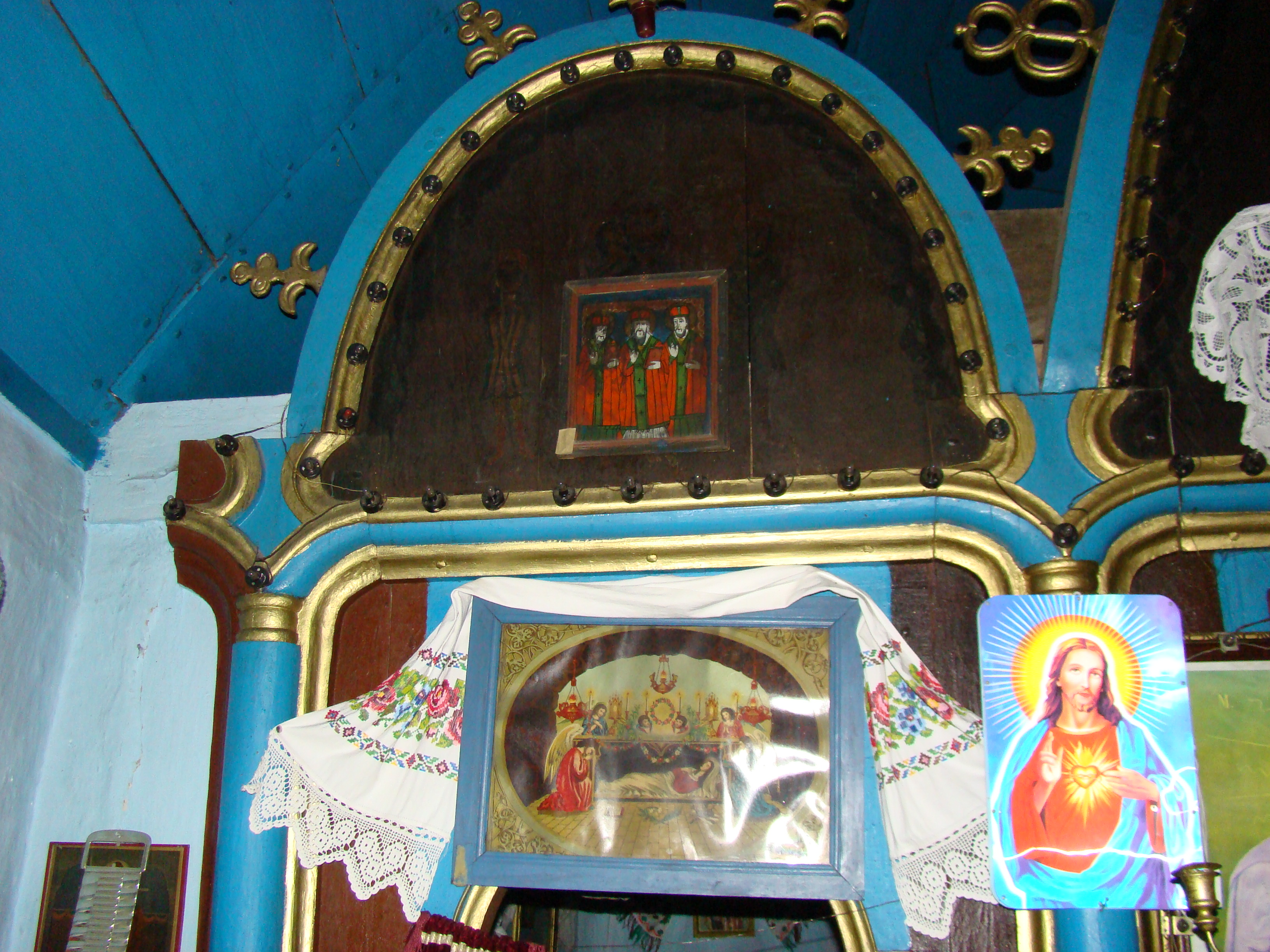
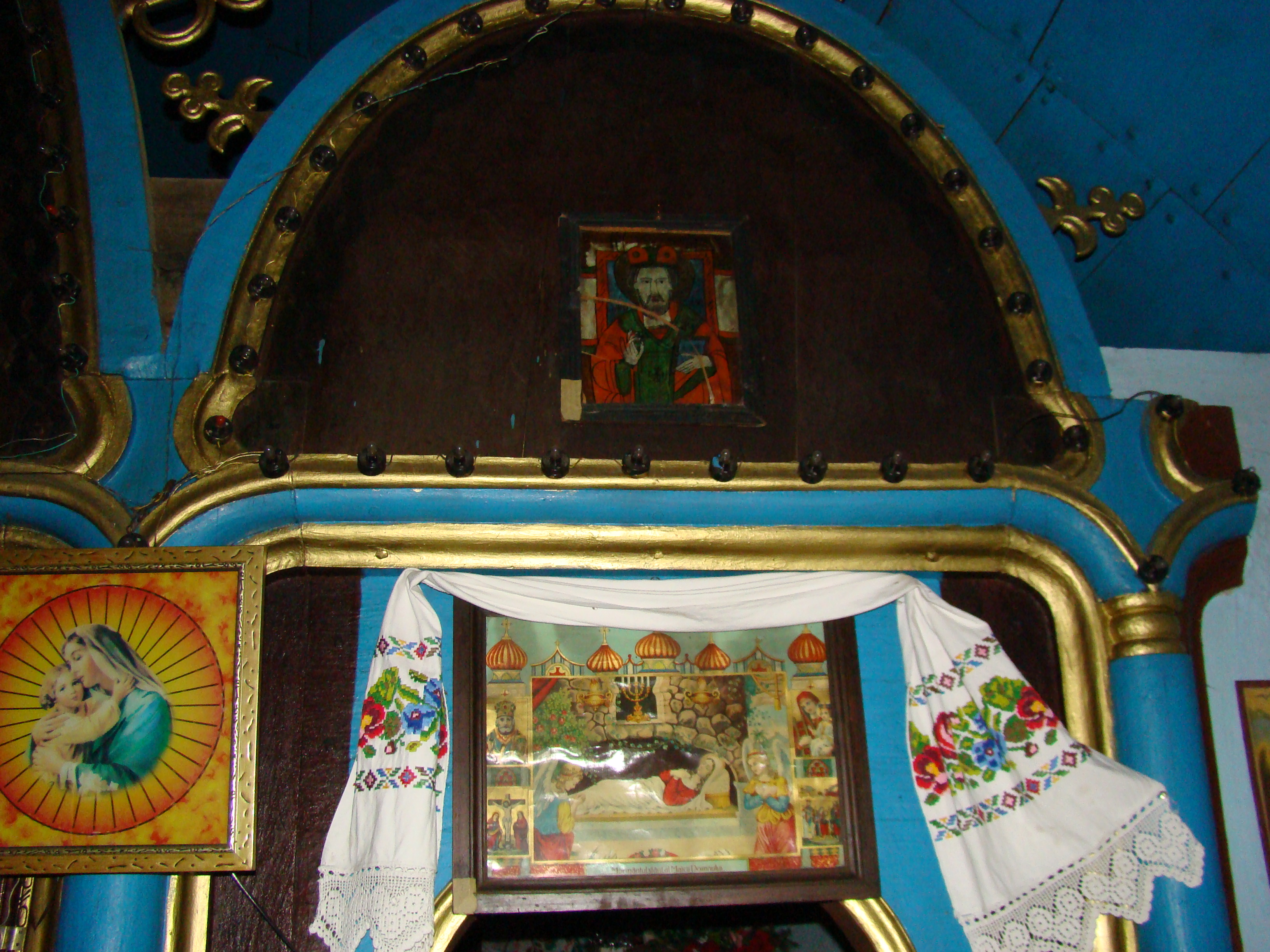
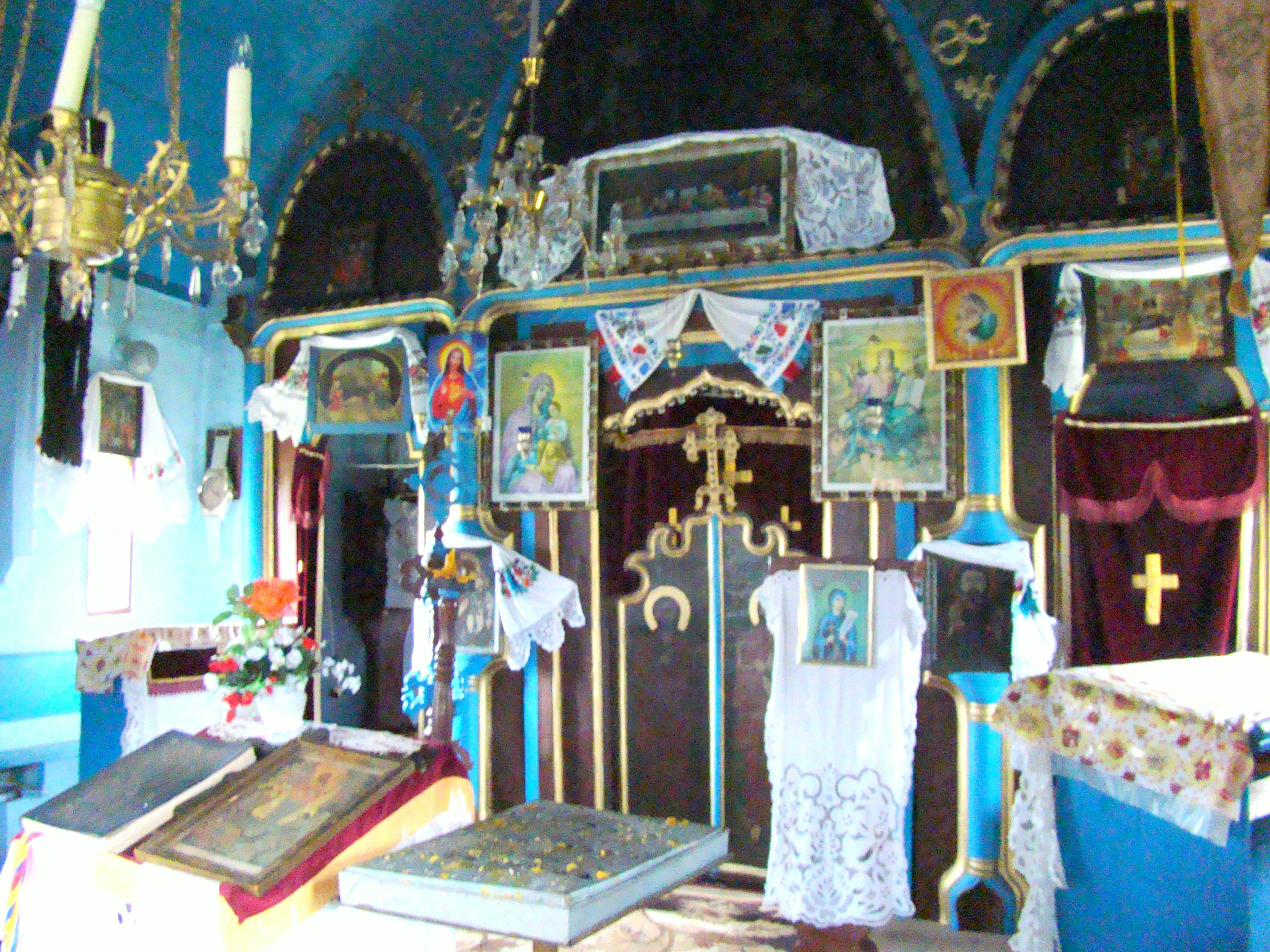
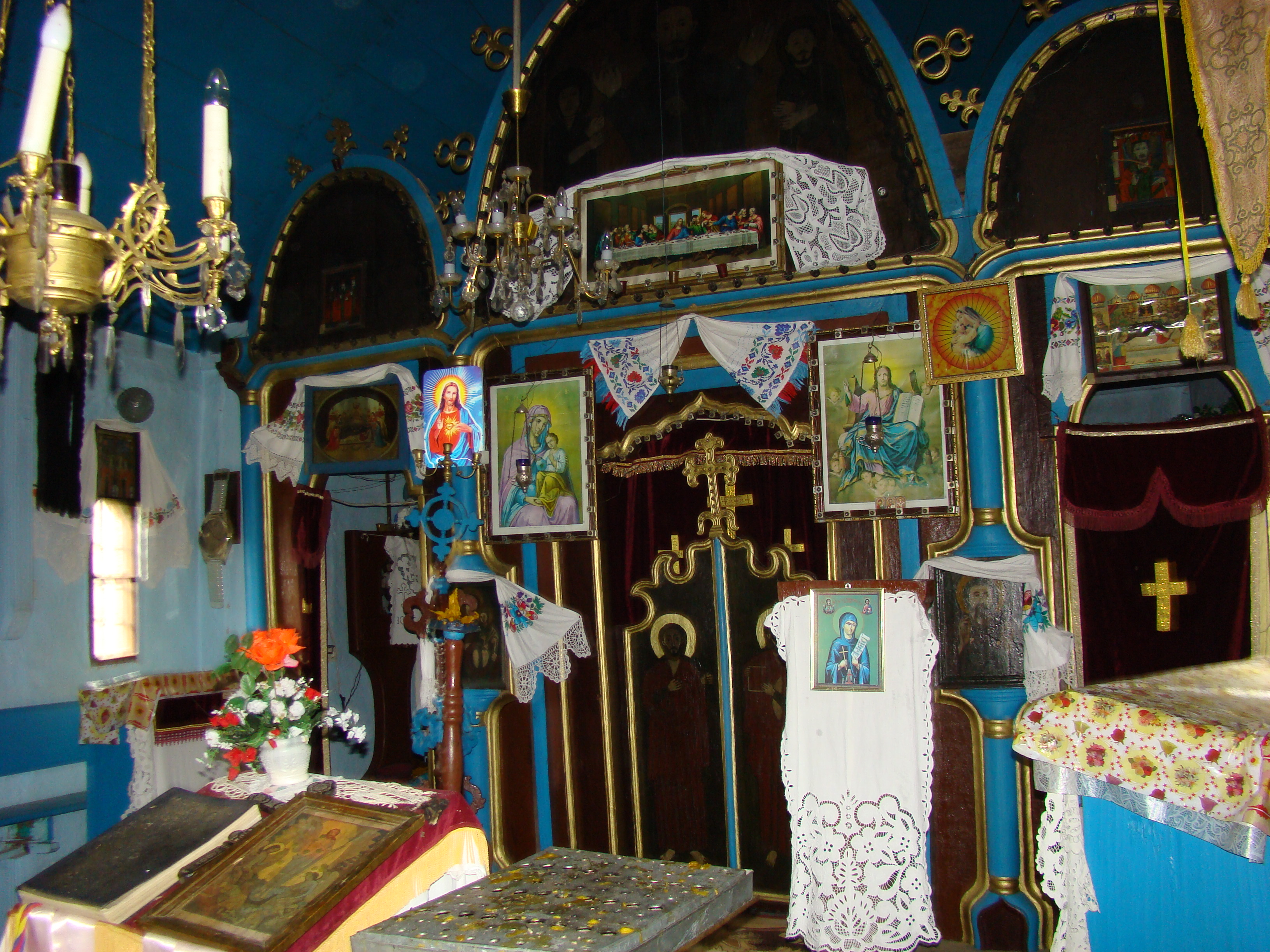
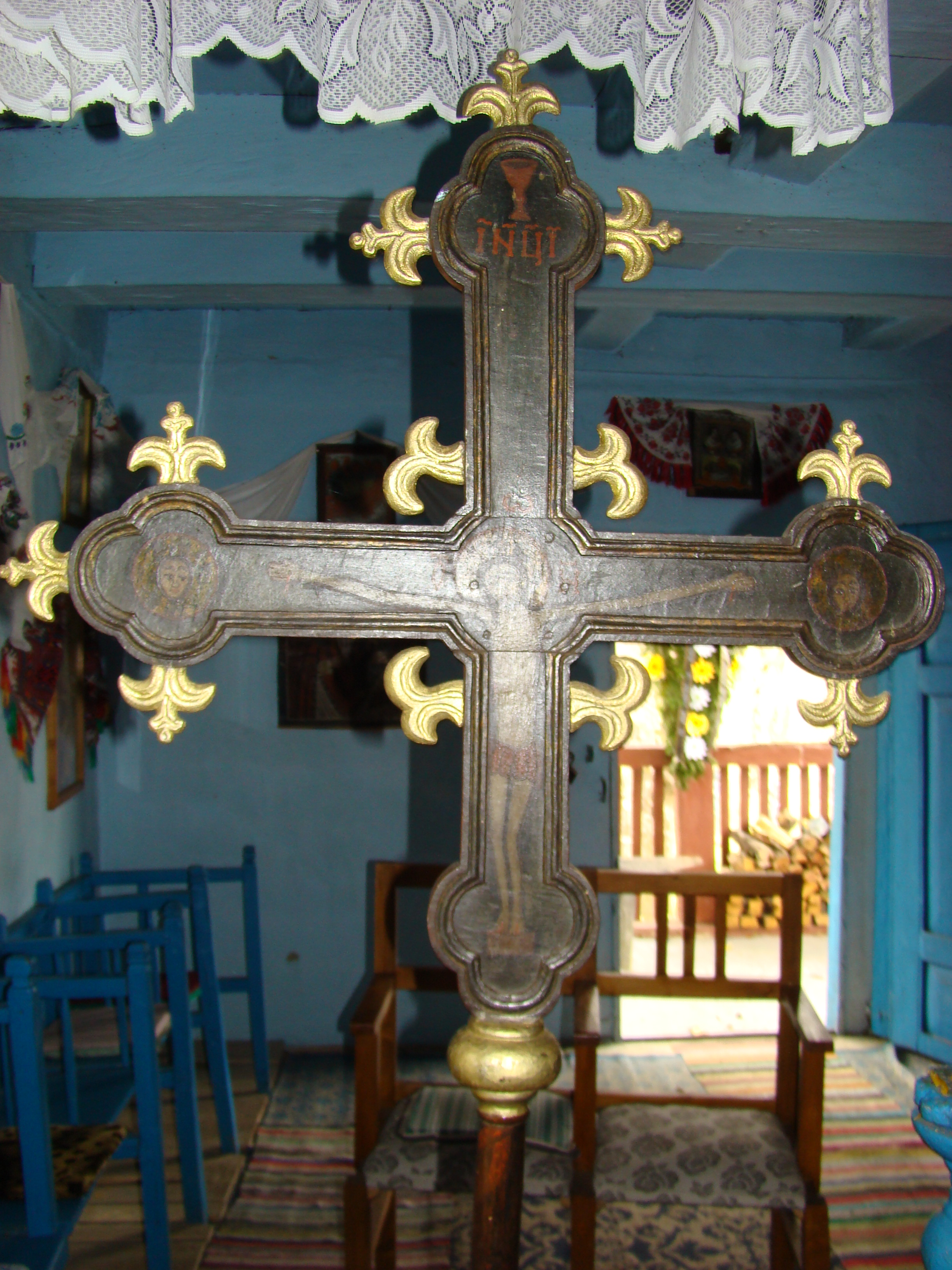
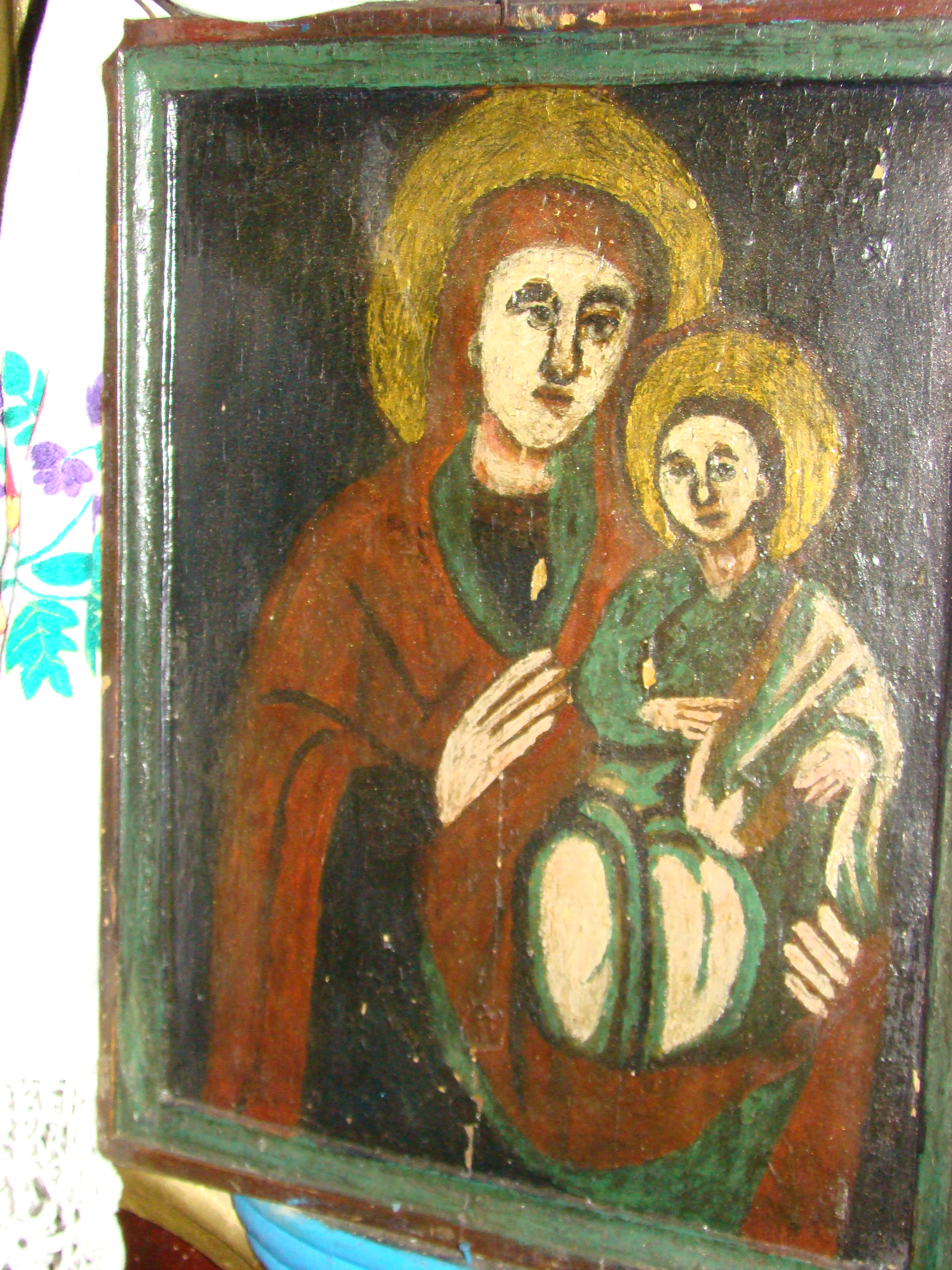
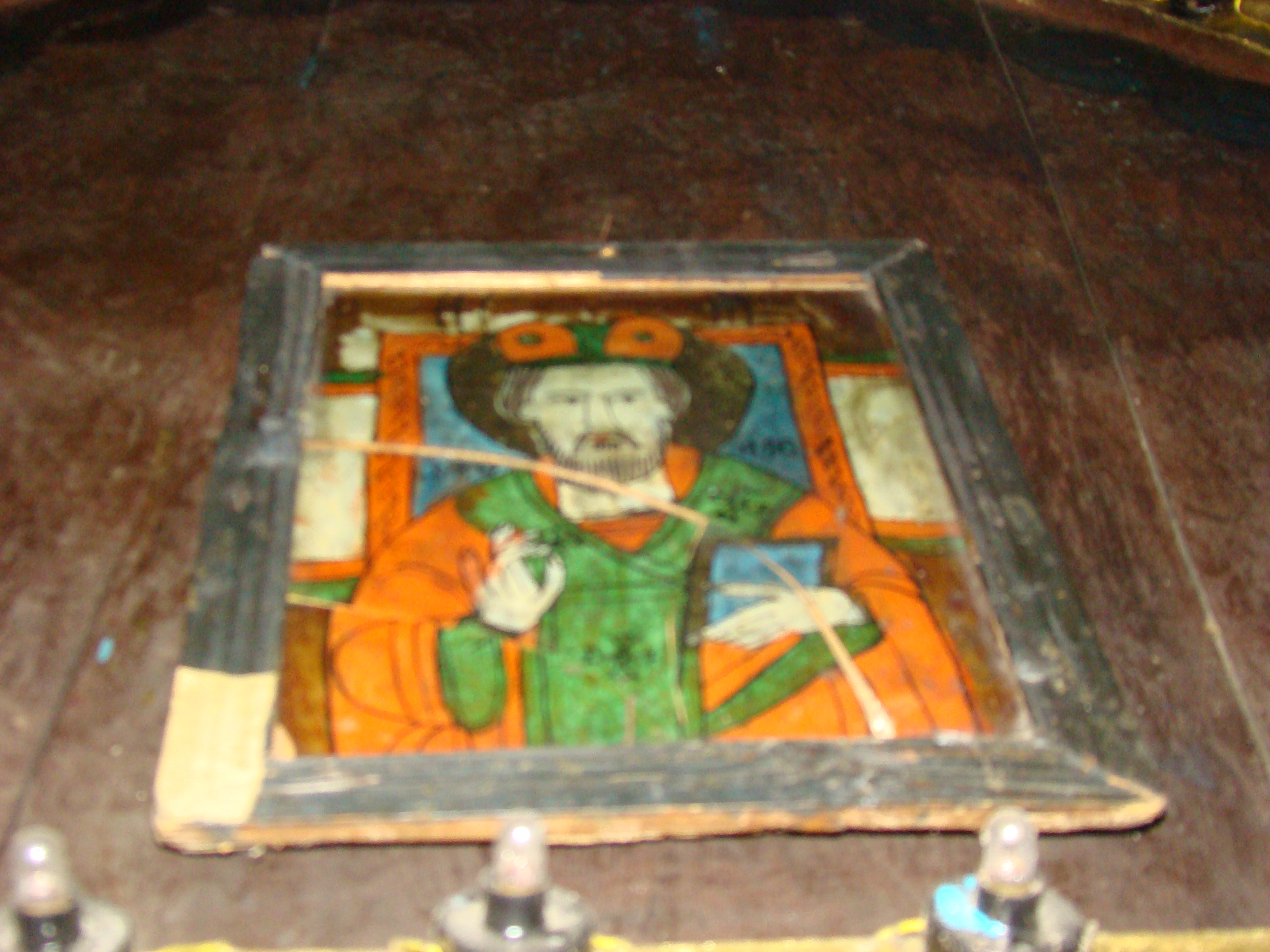
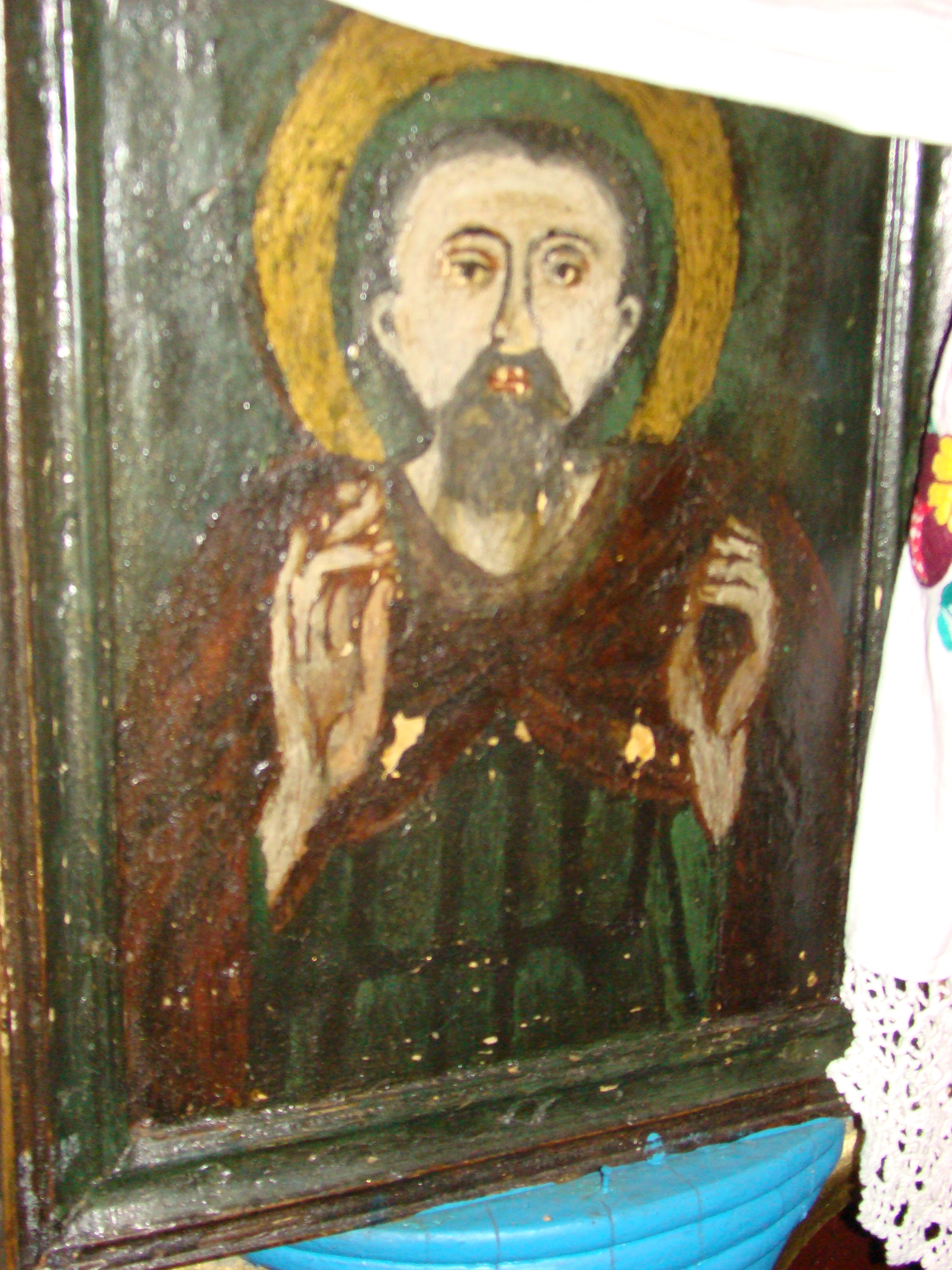
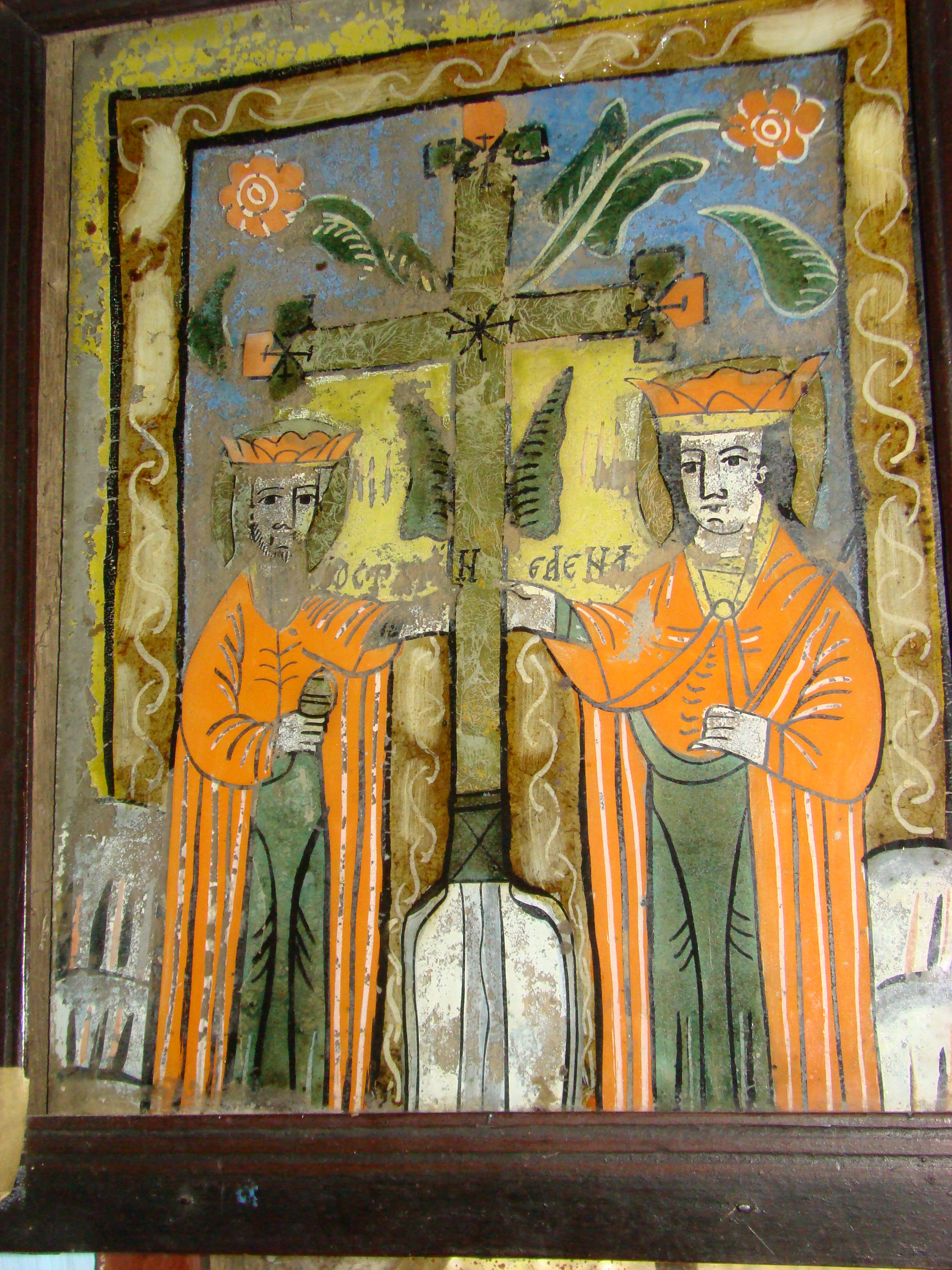
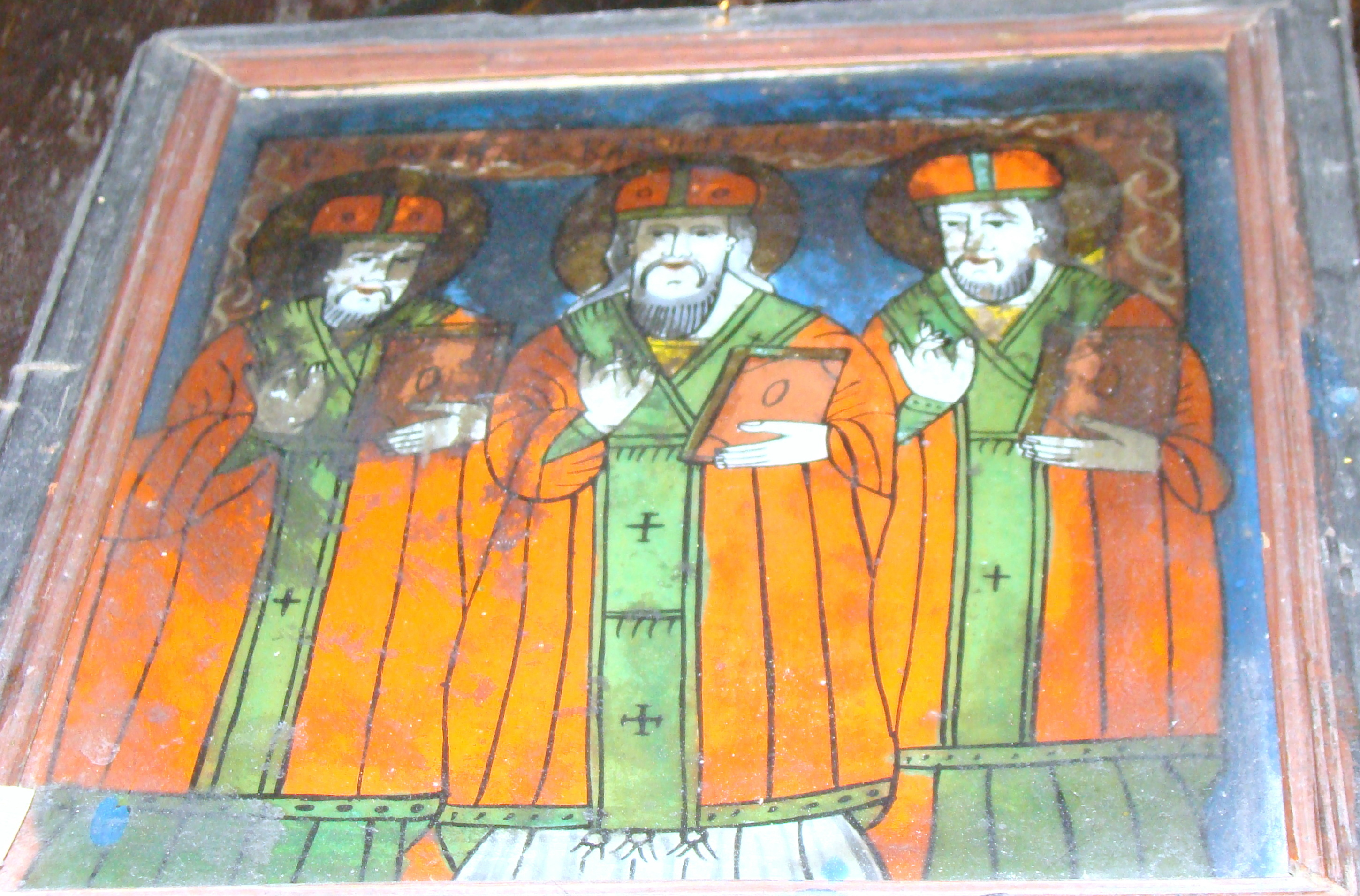
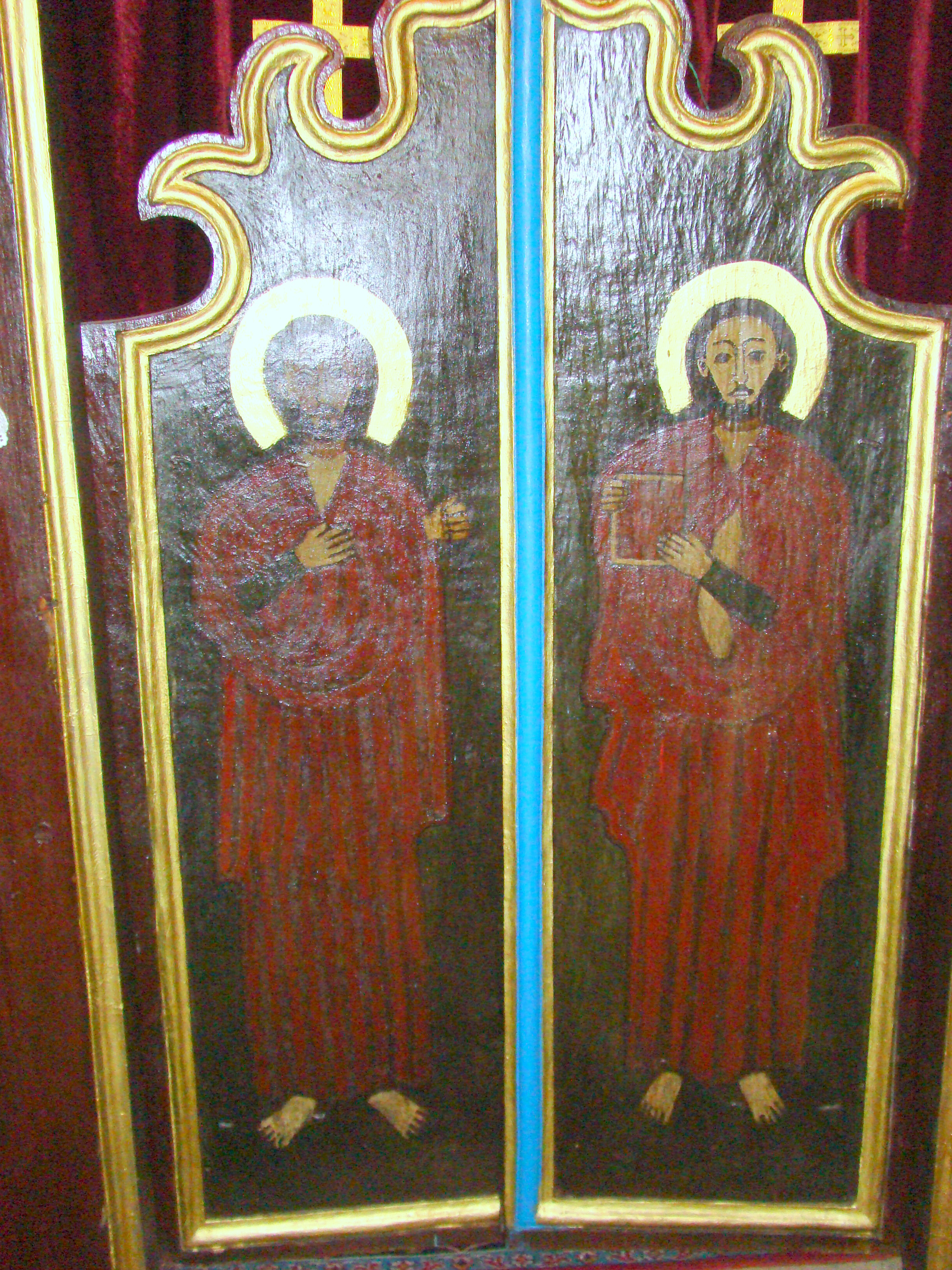
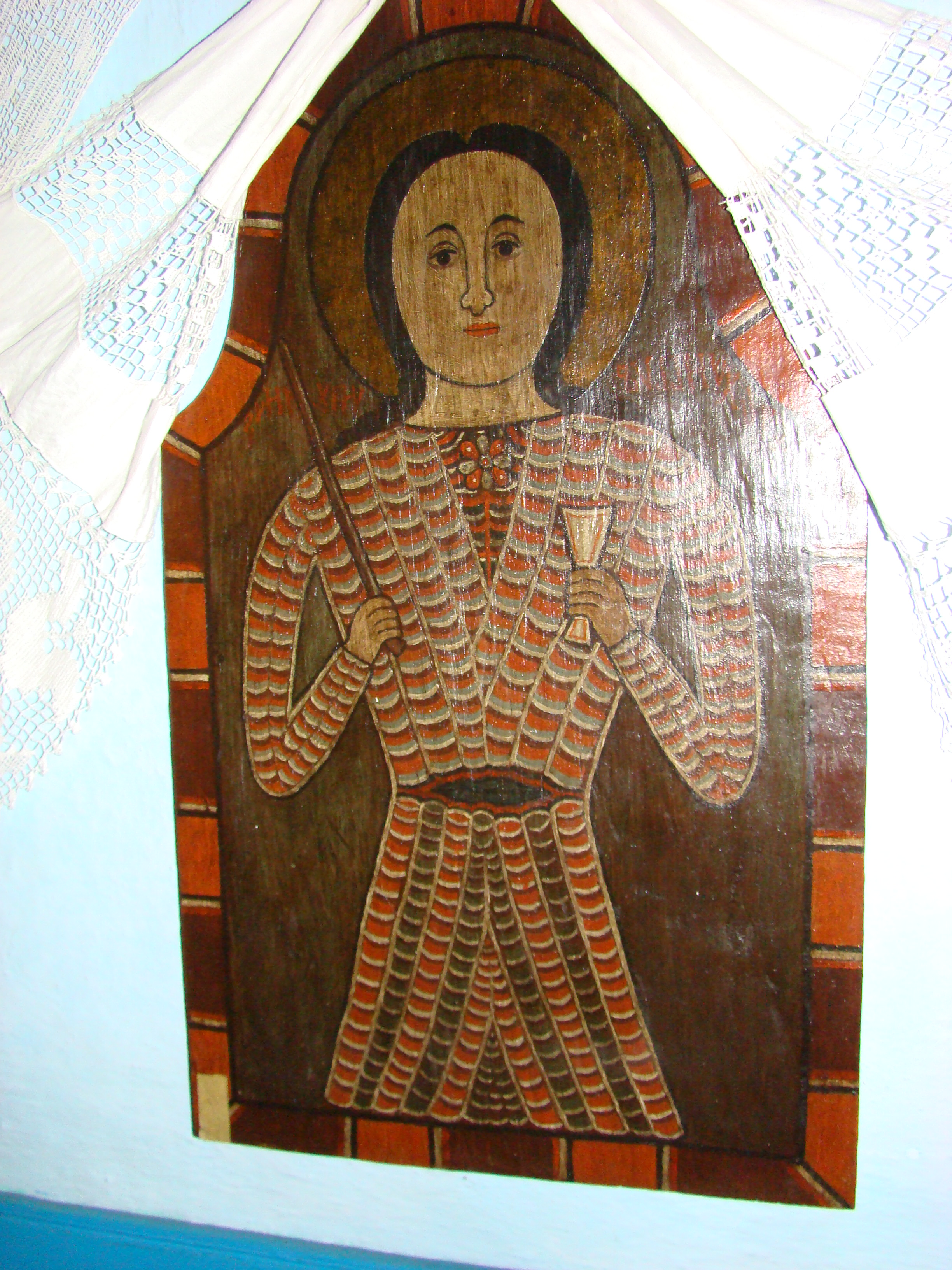
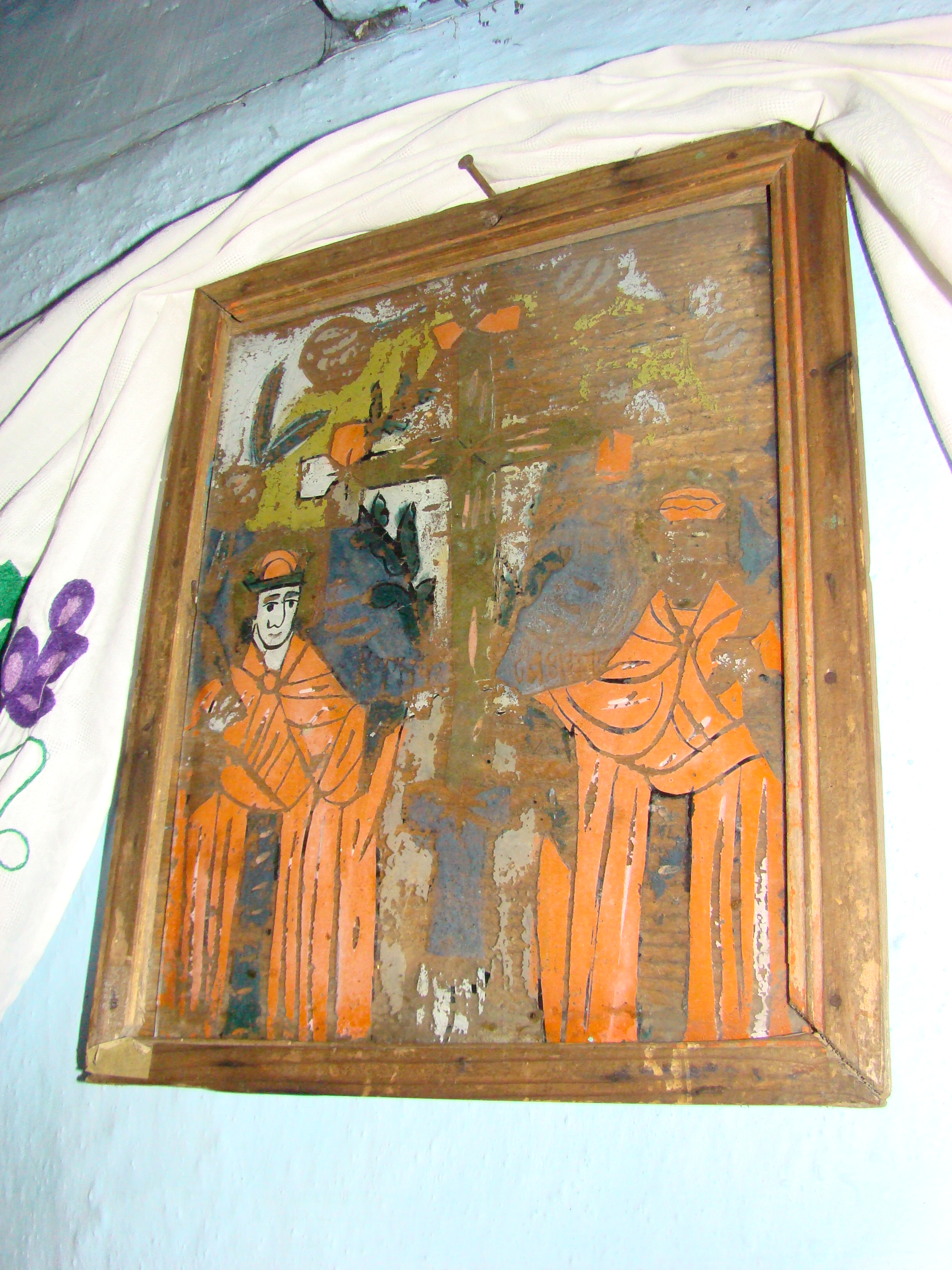
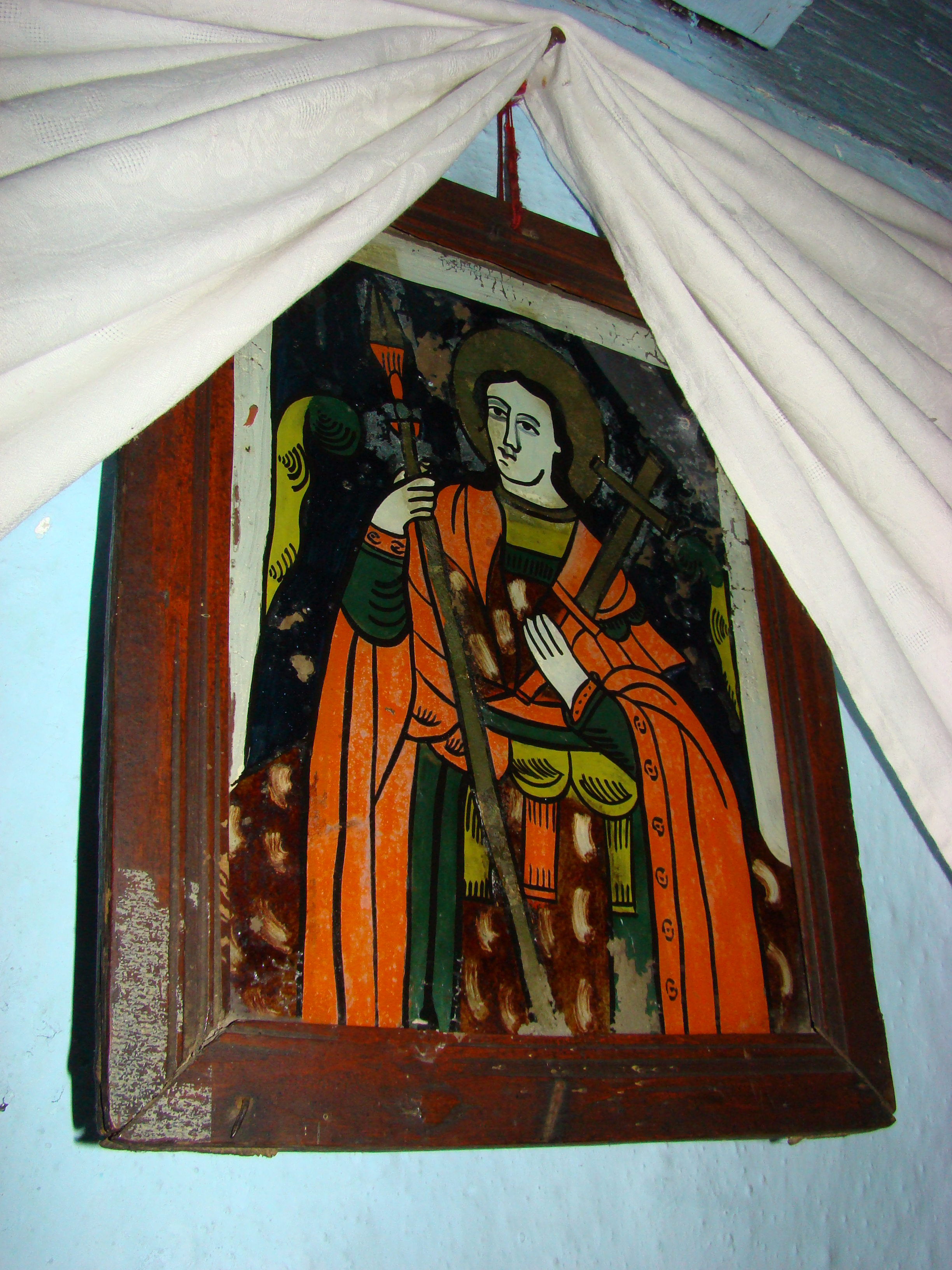
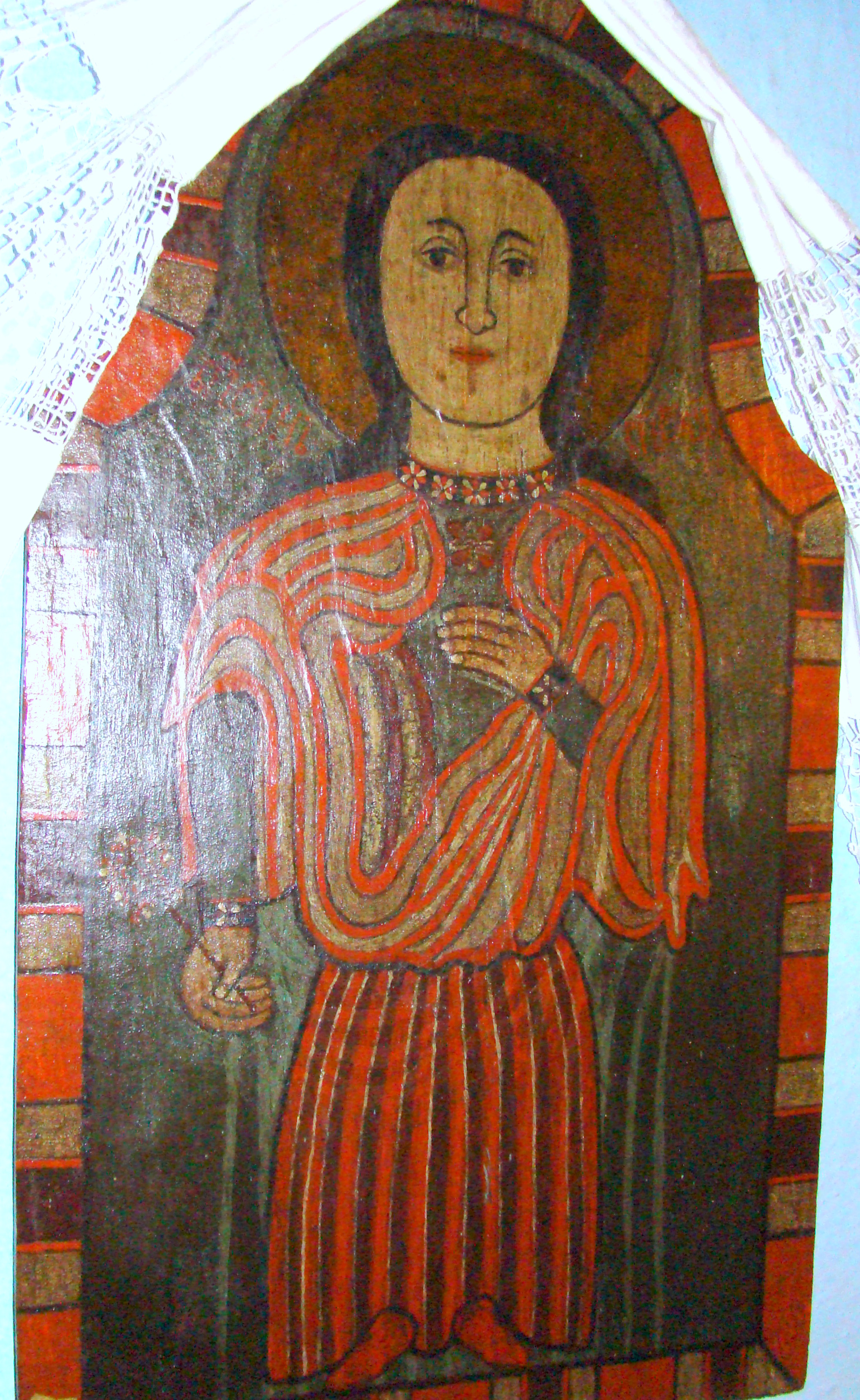
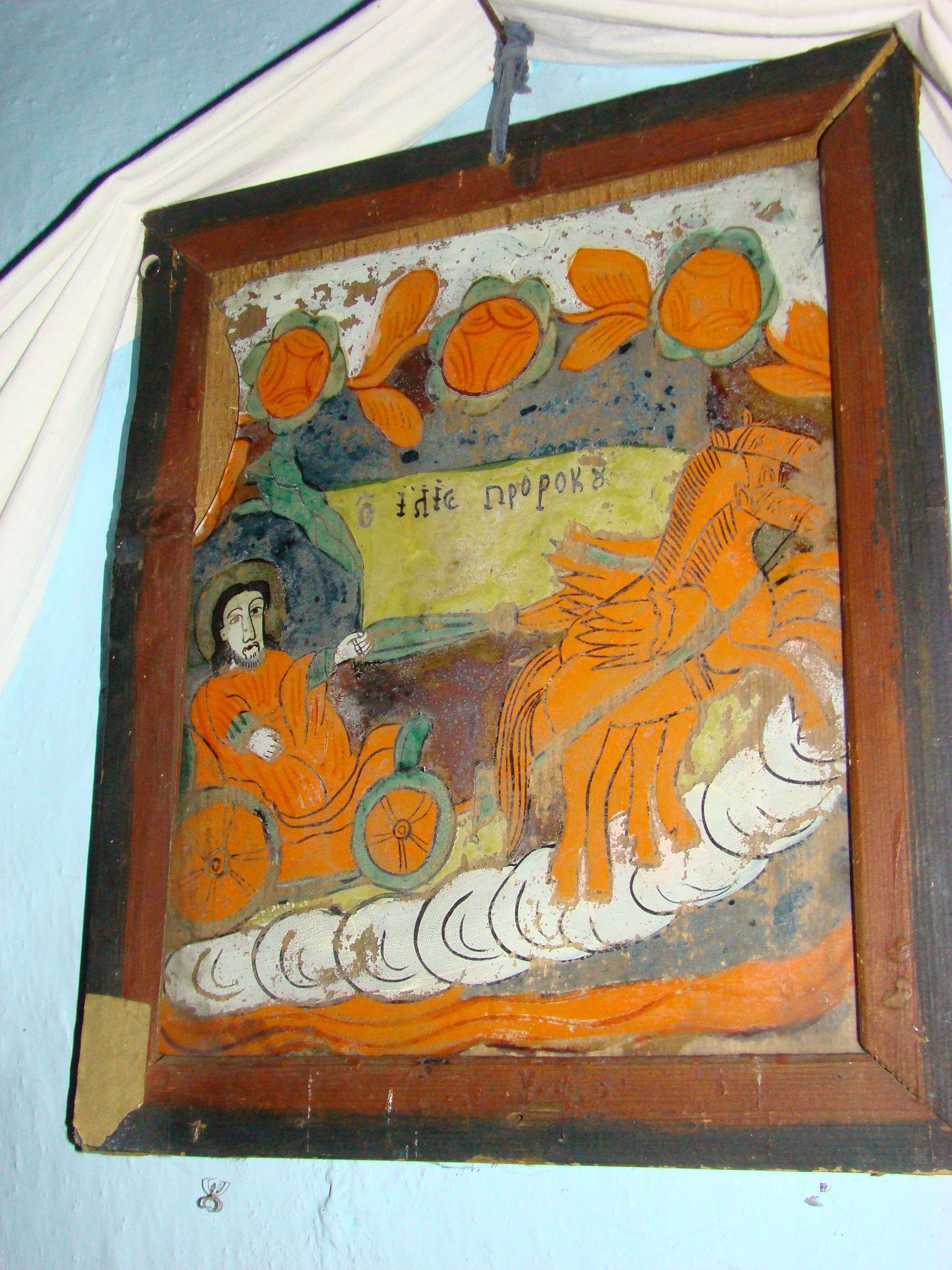
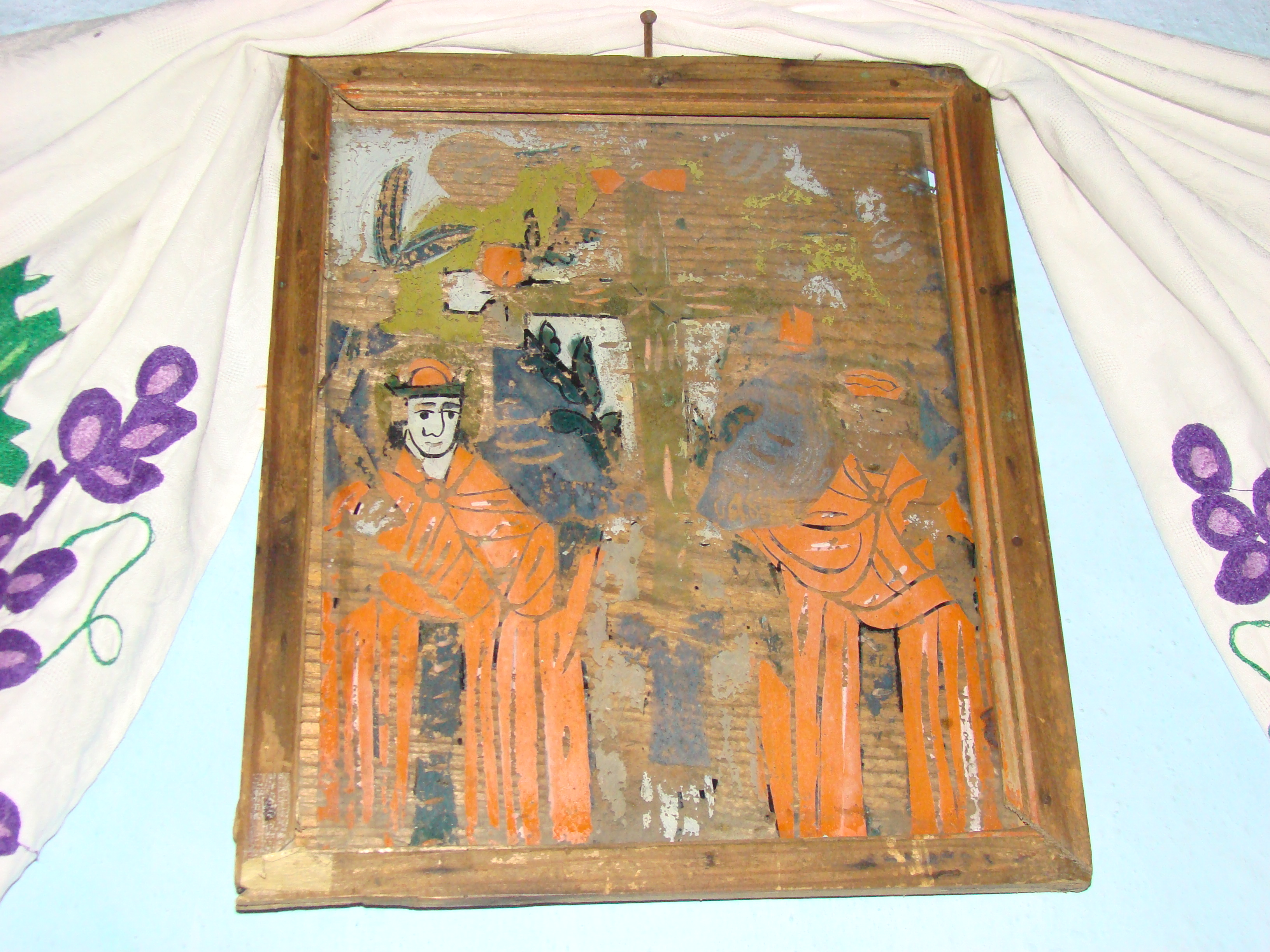
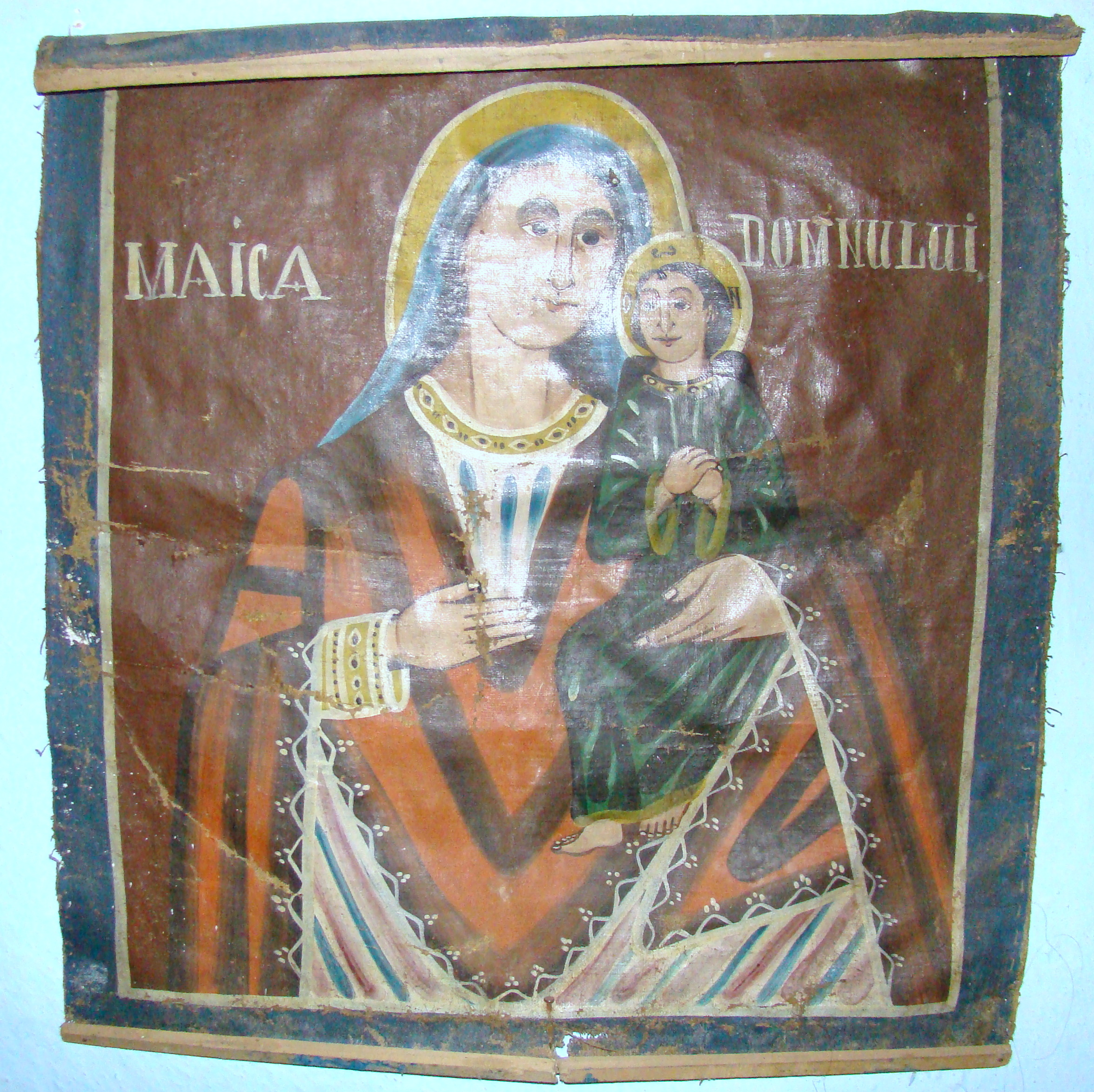
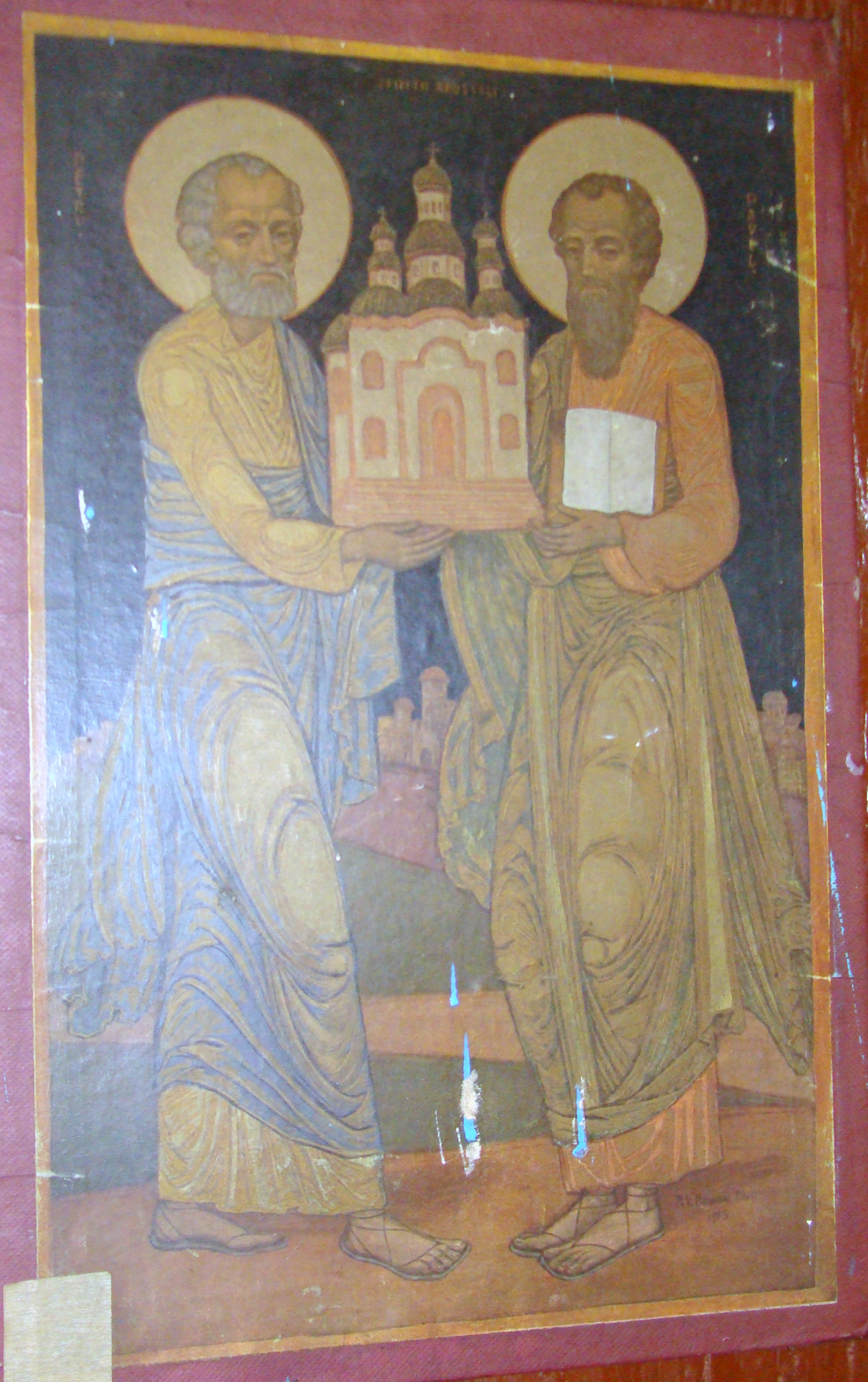
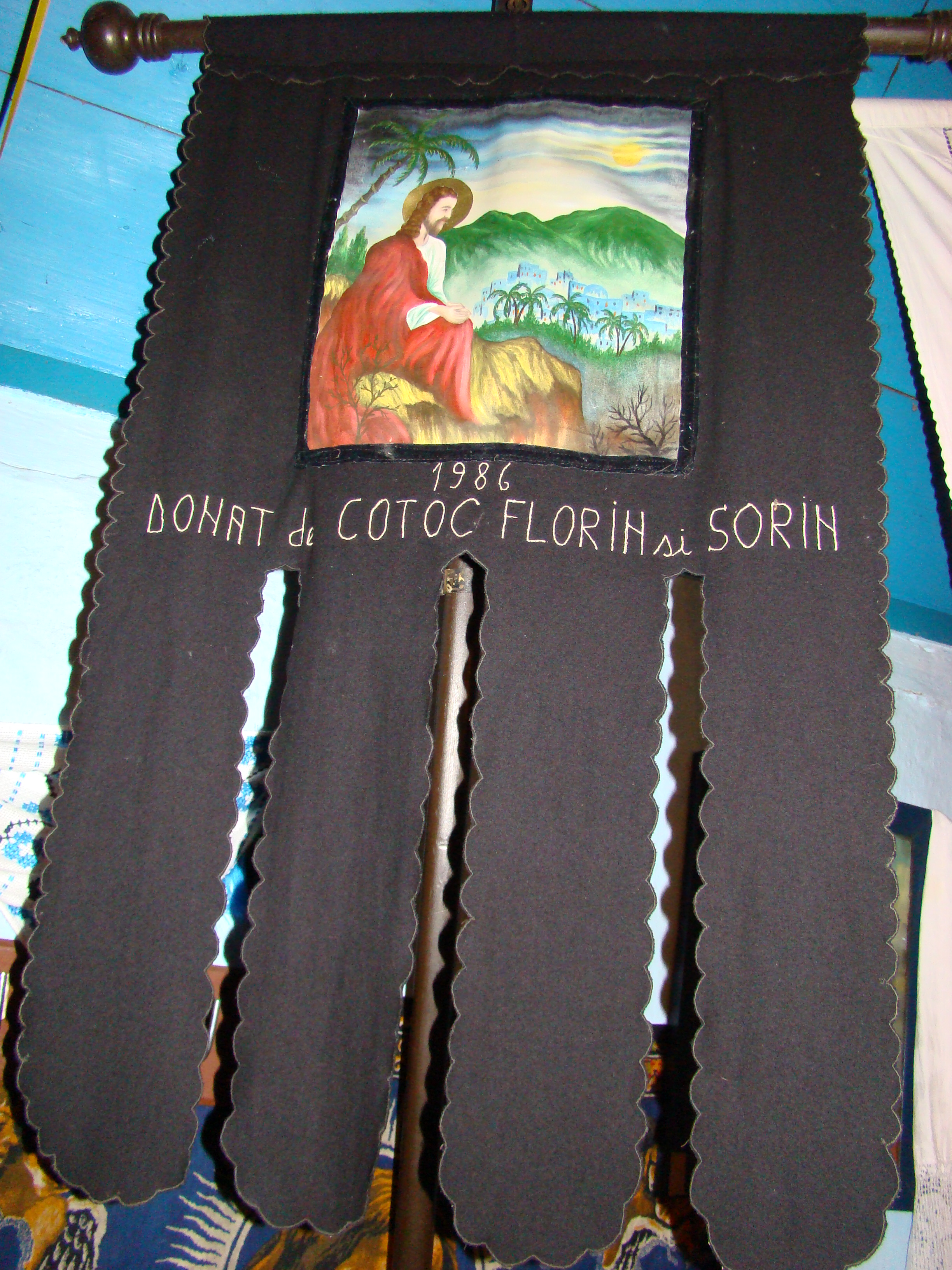
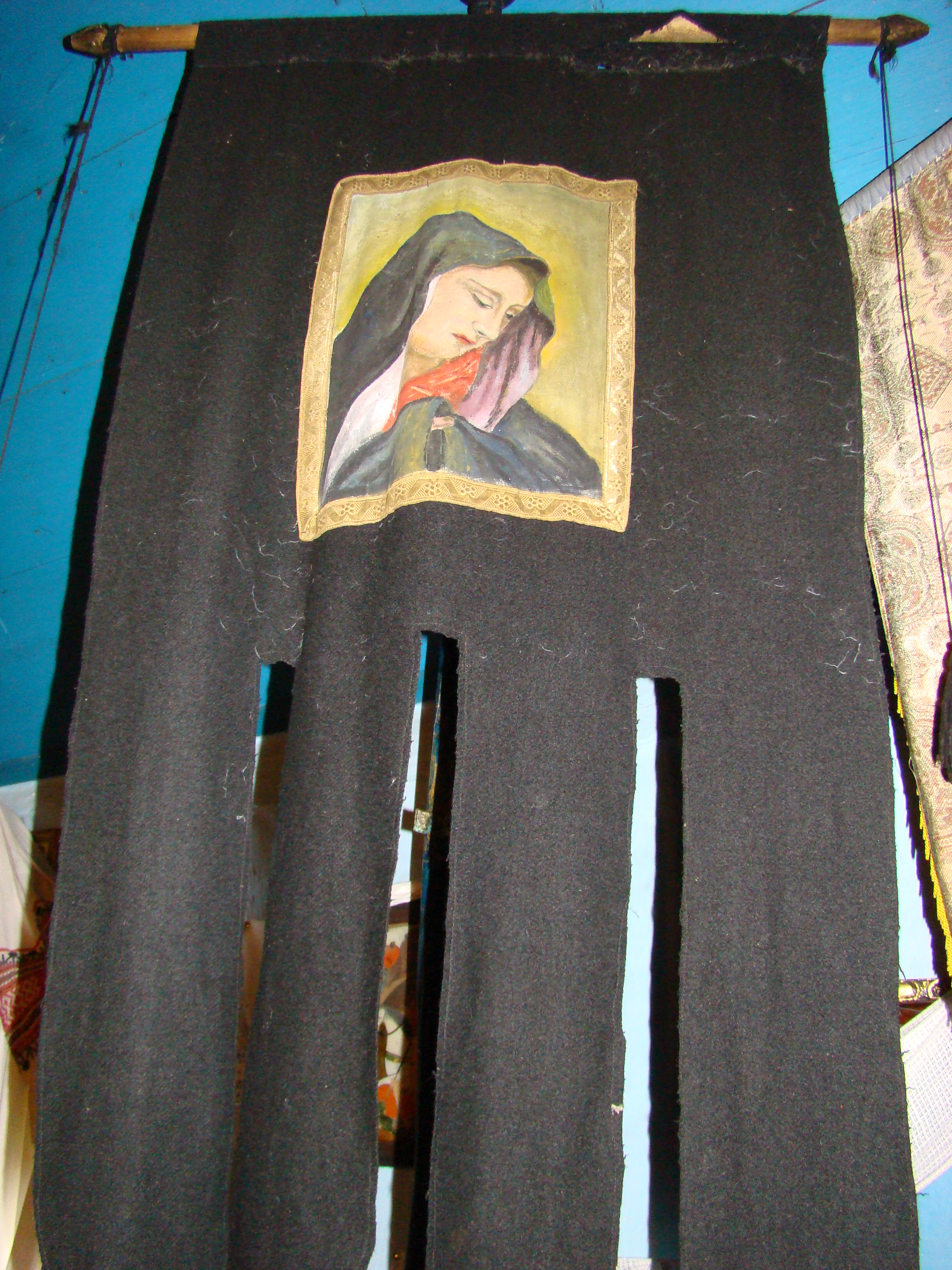
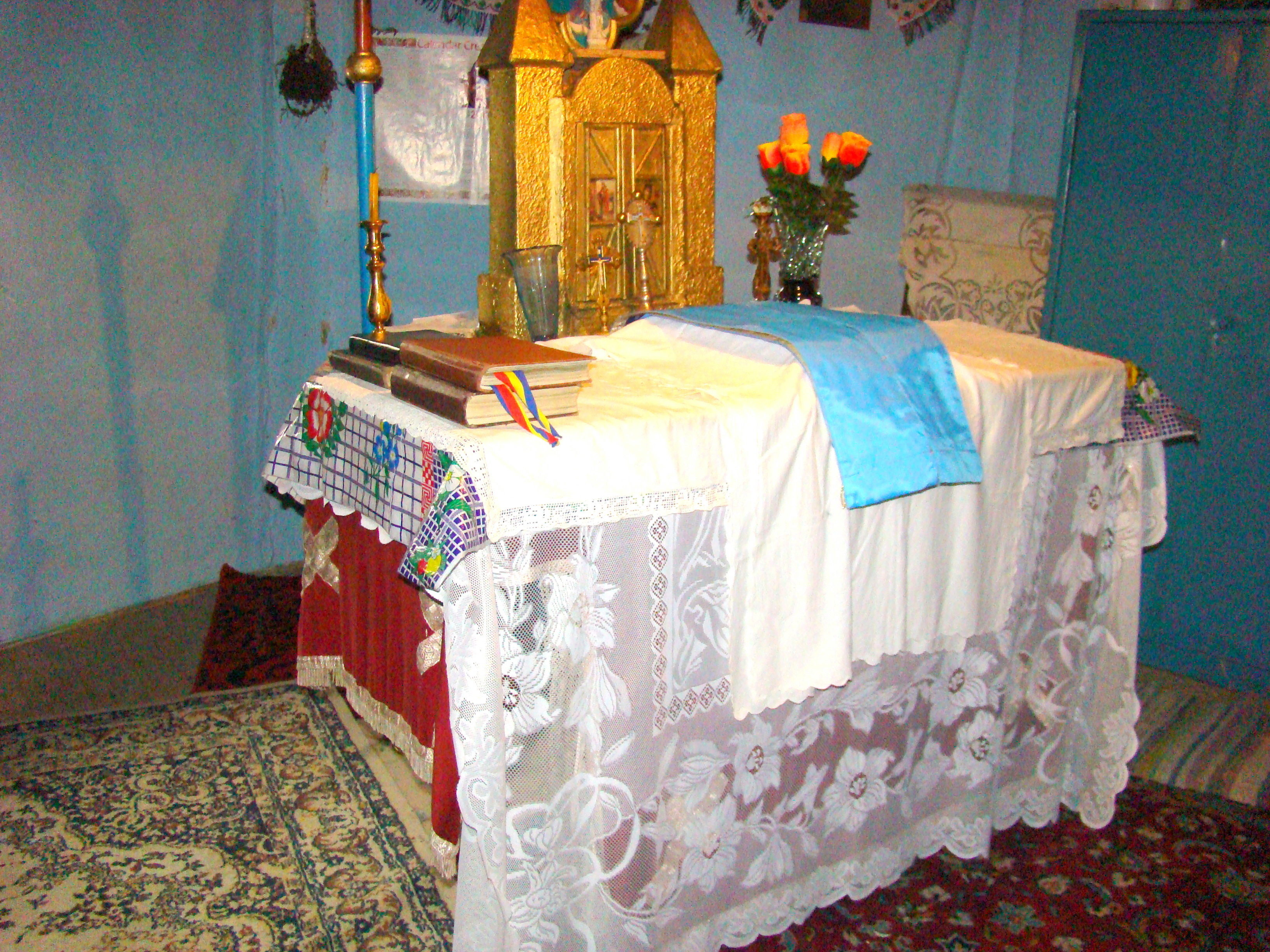

## Imagini din exterior

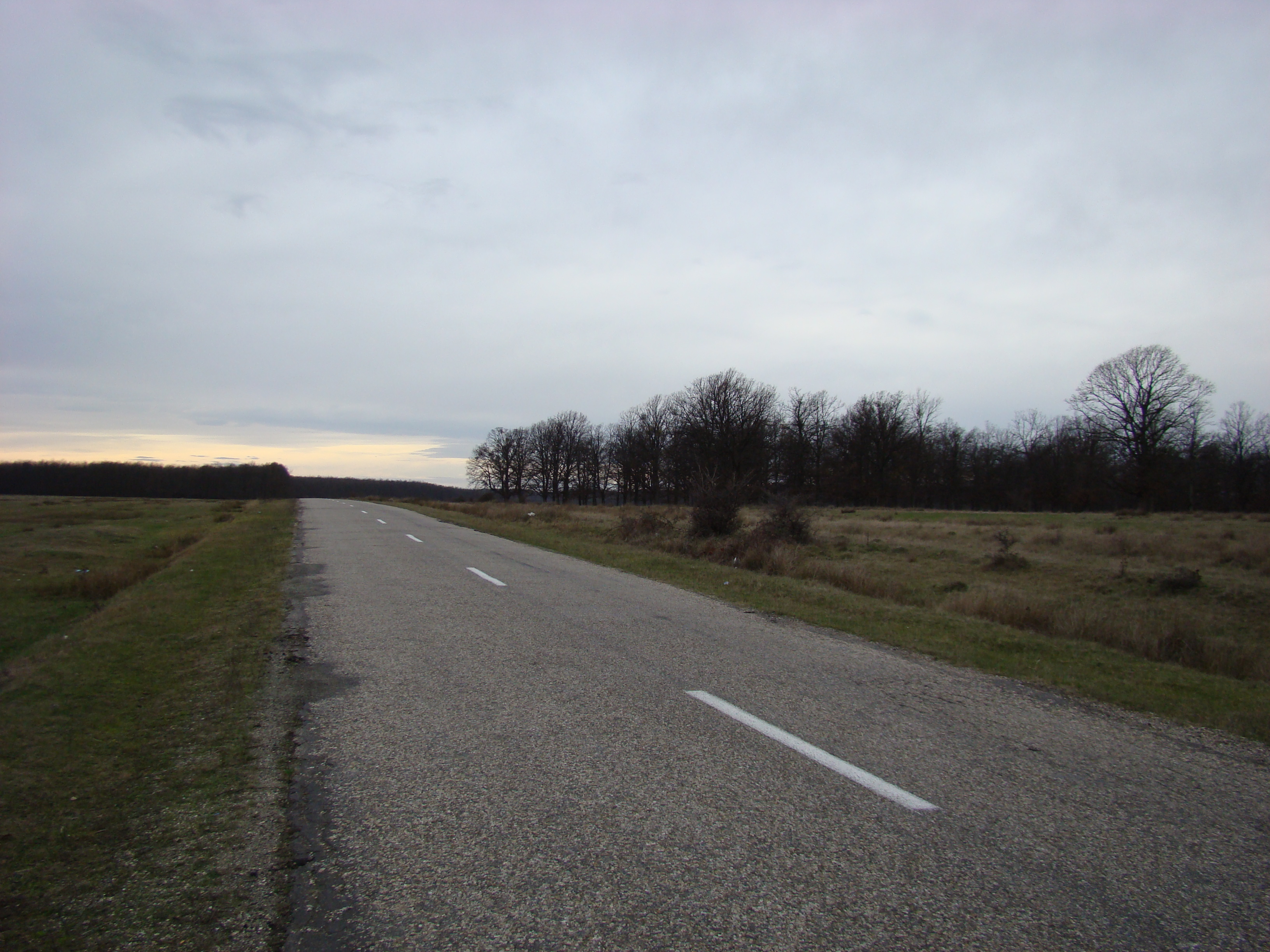
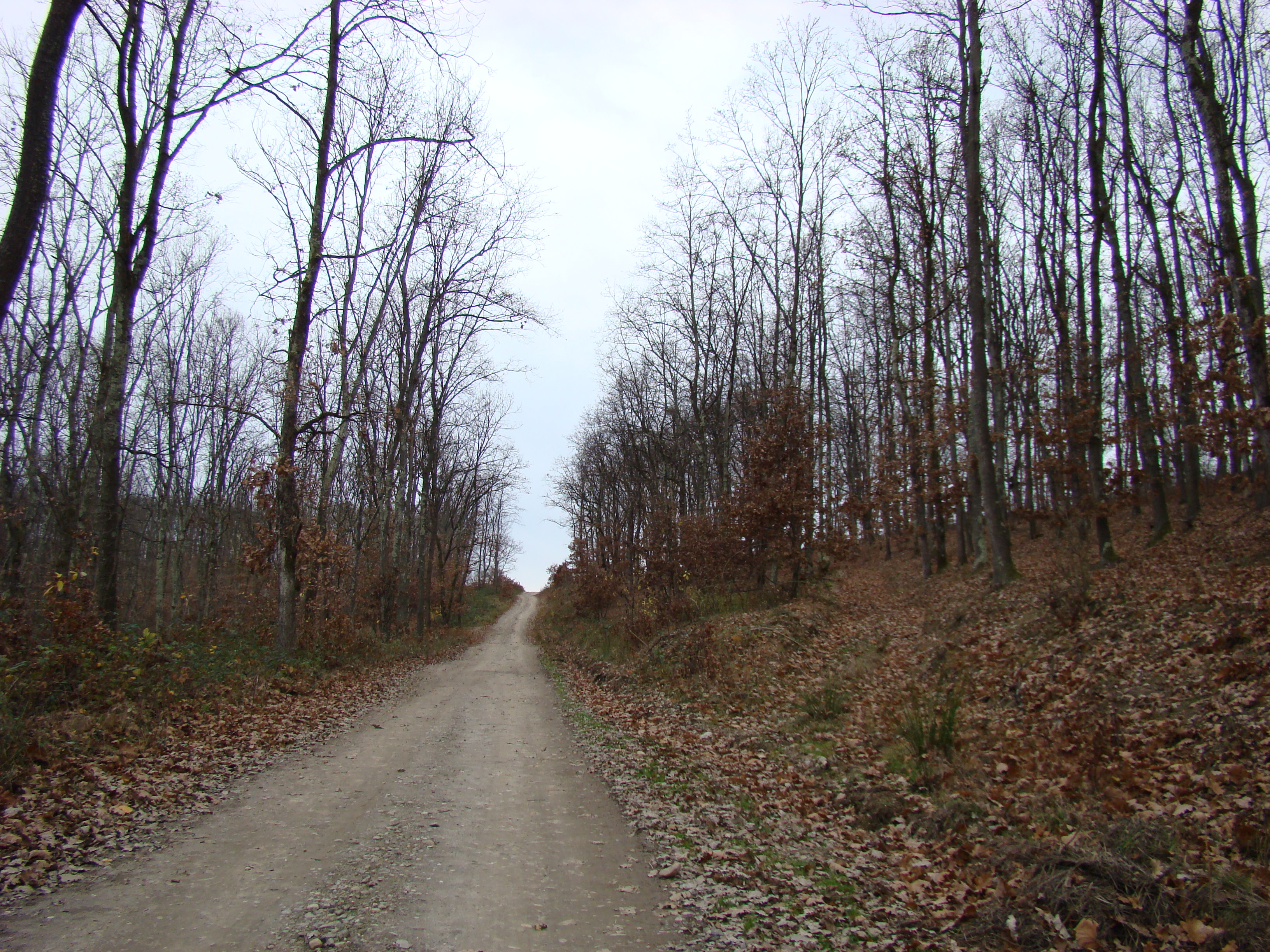
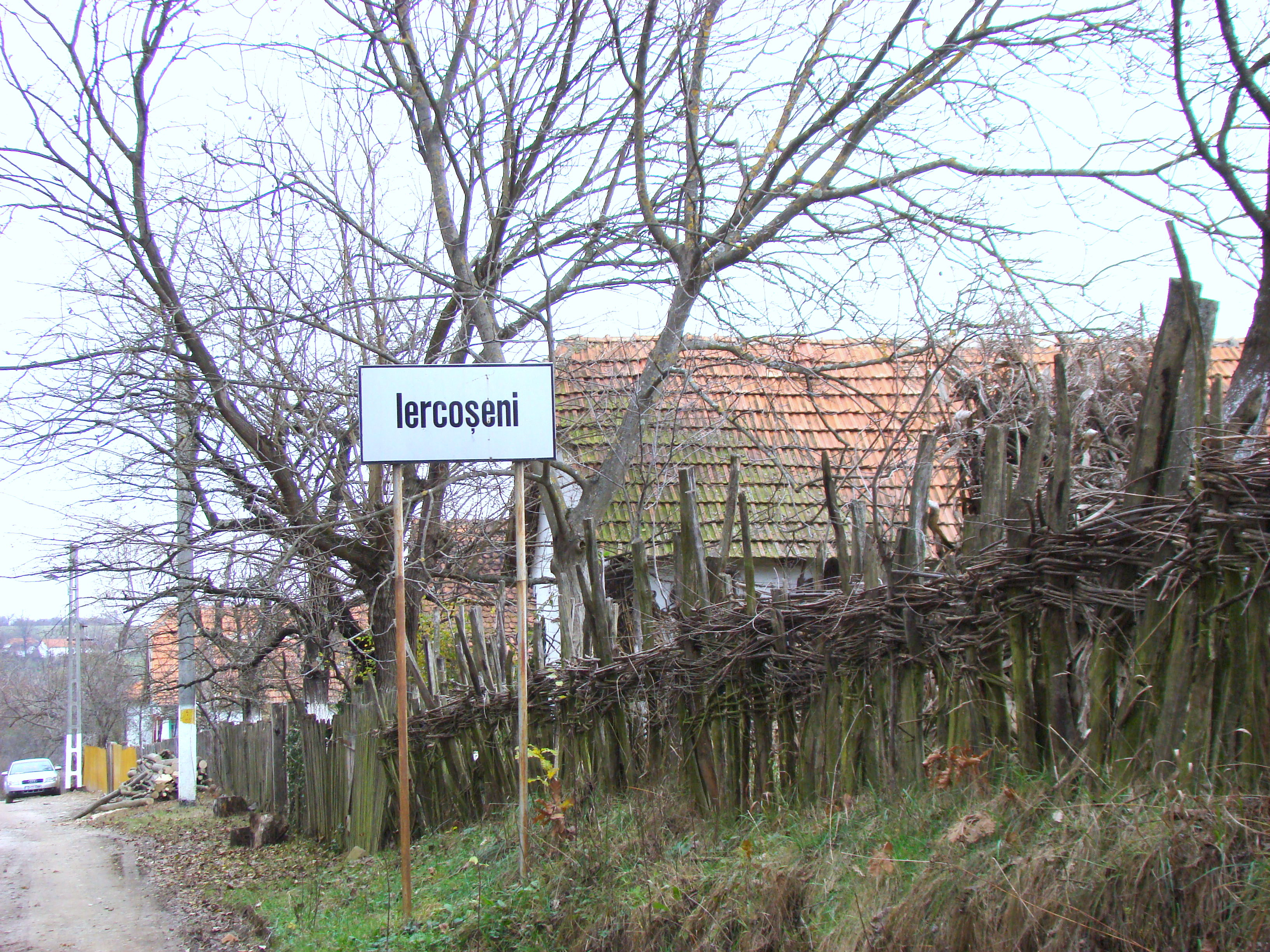
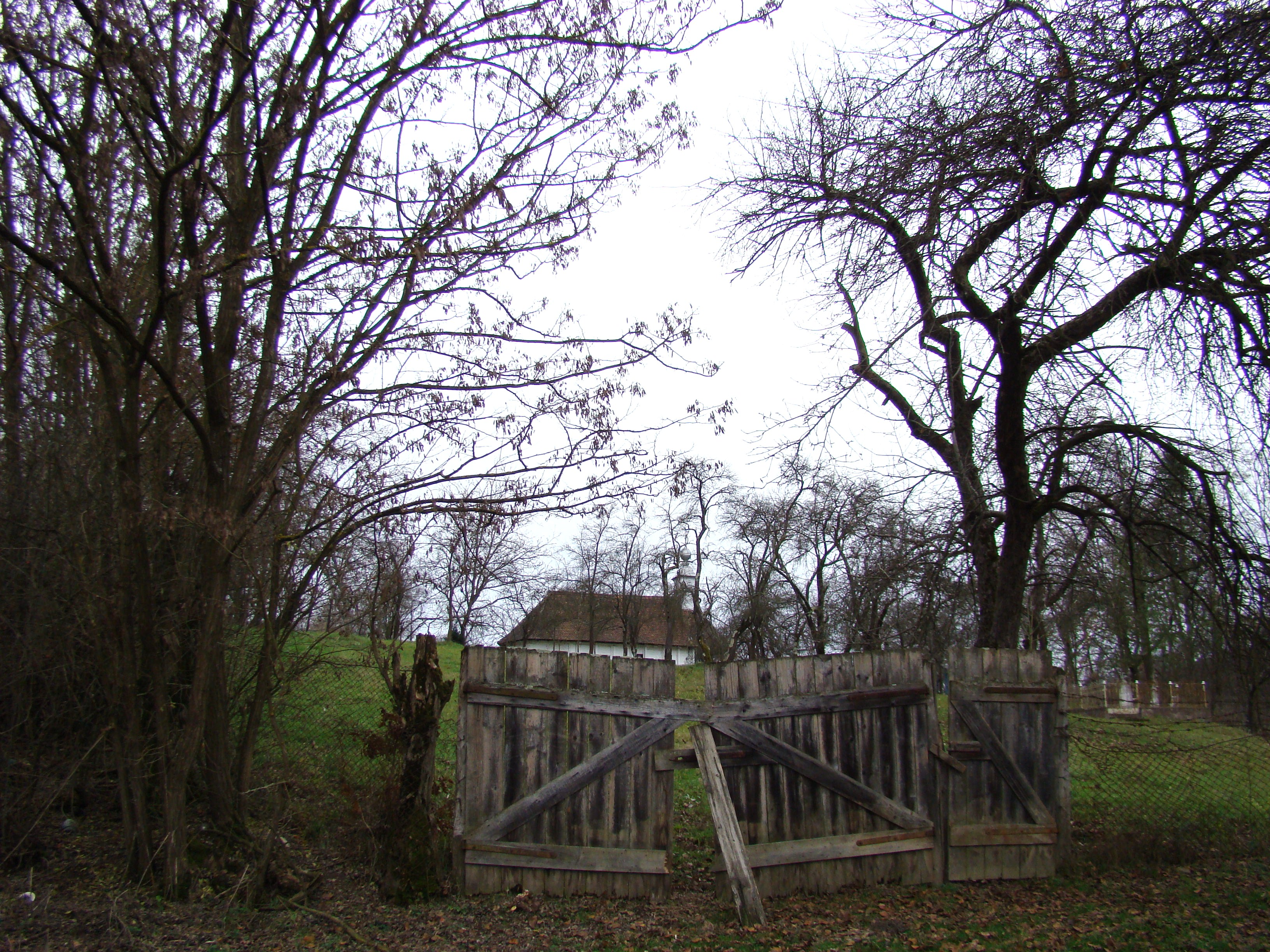
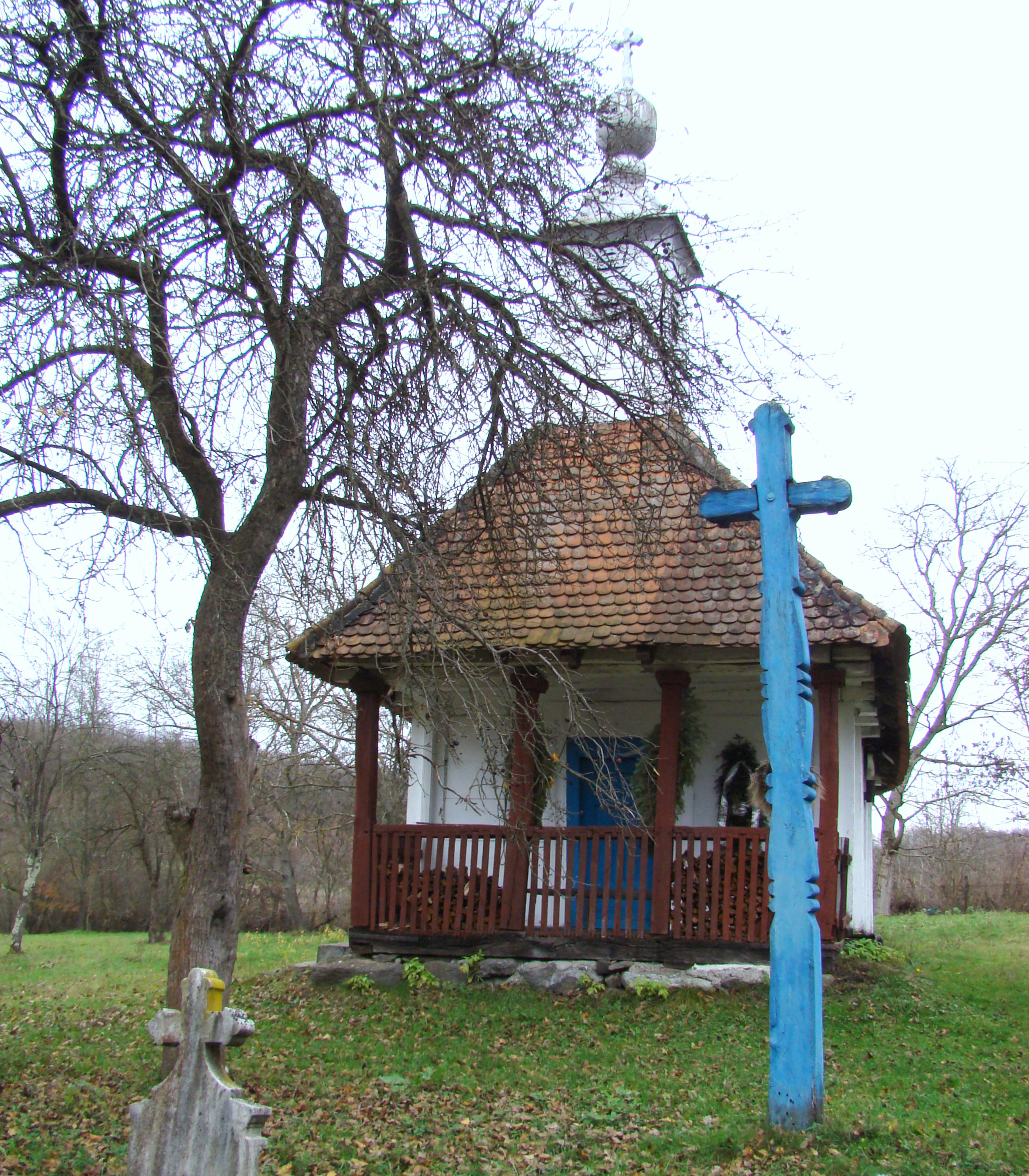
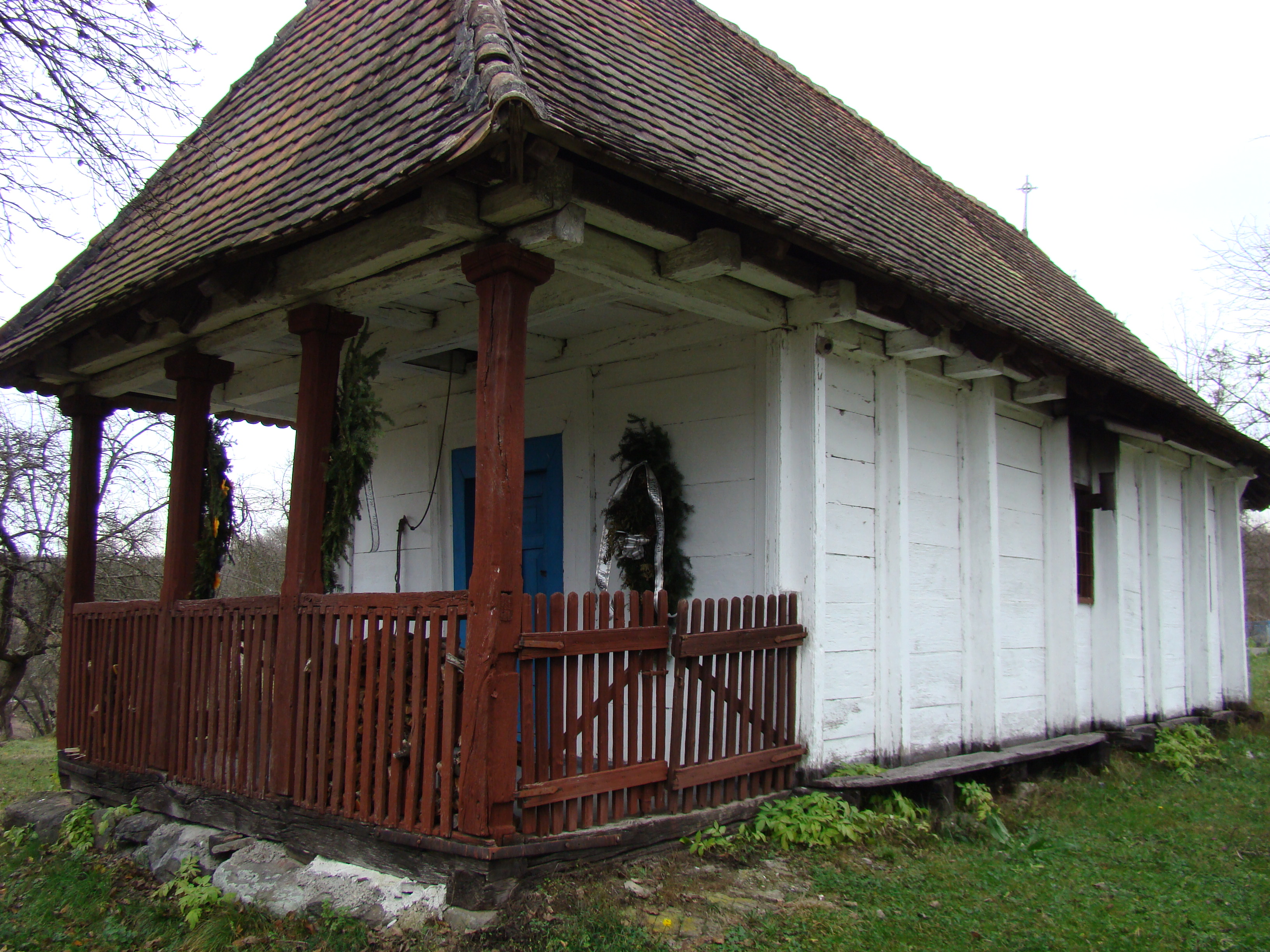
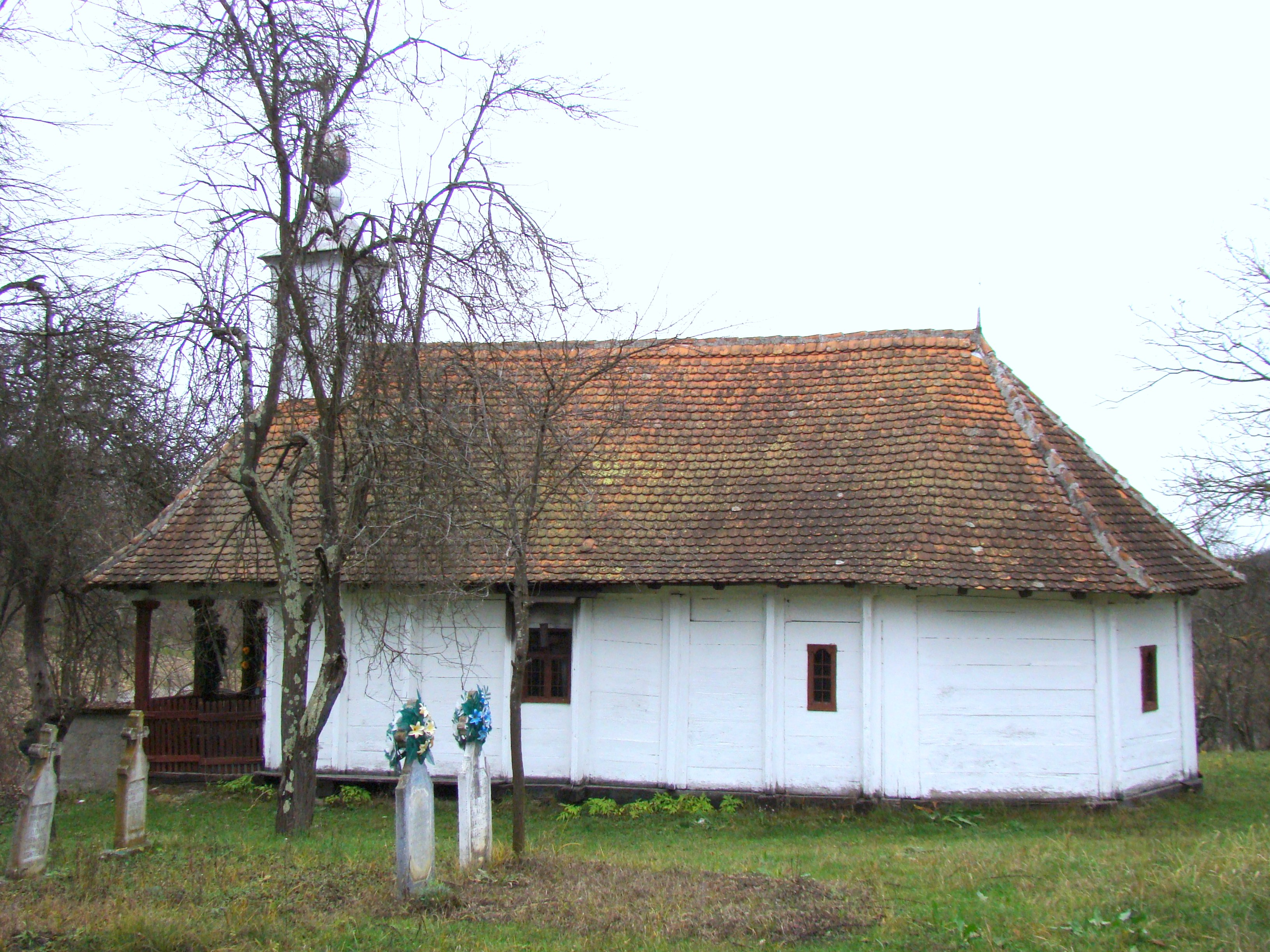
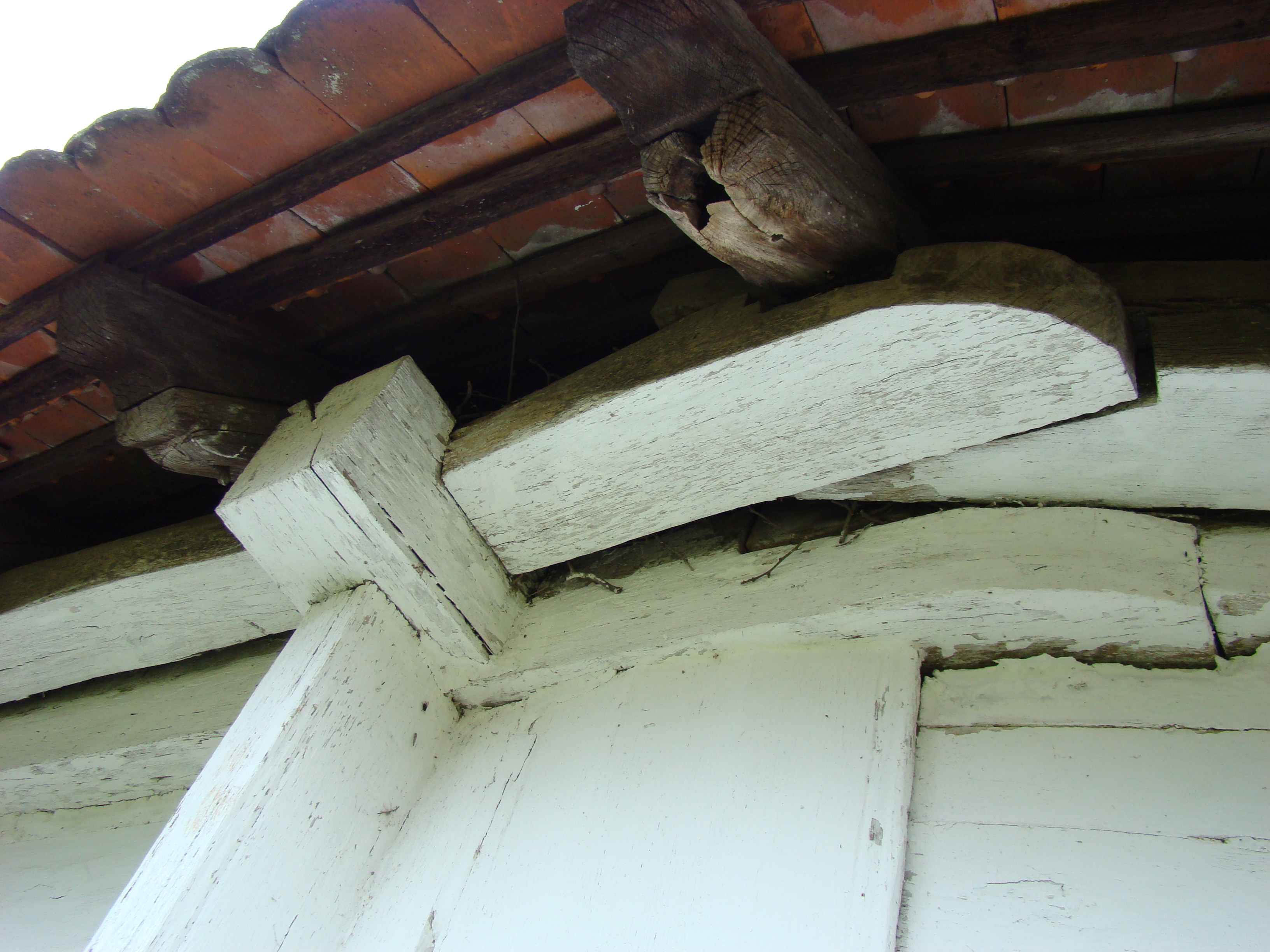
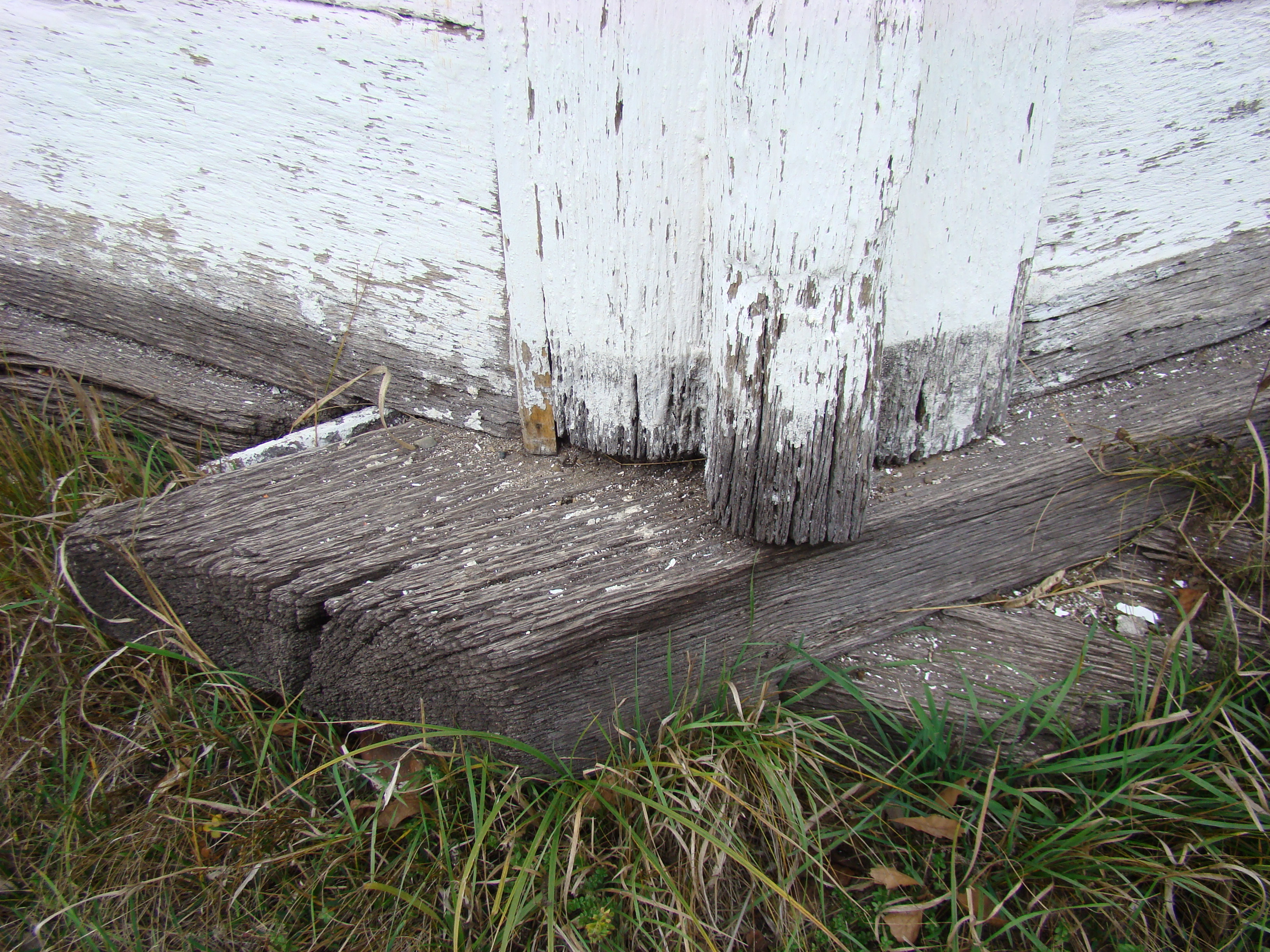
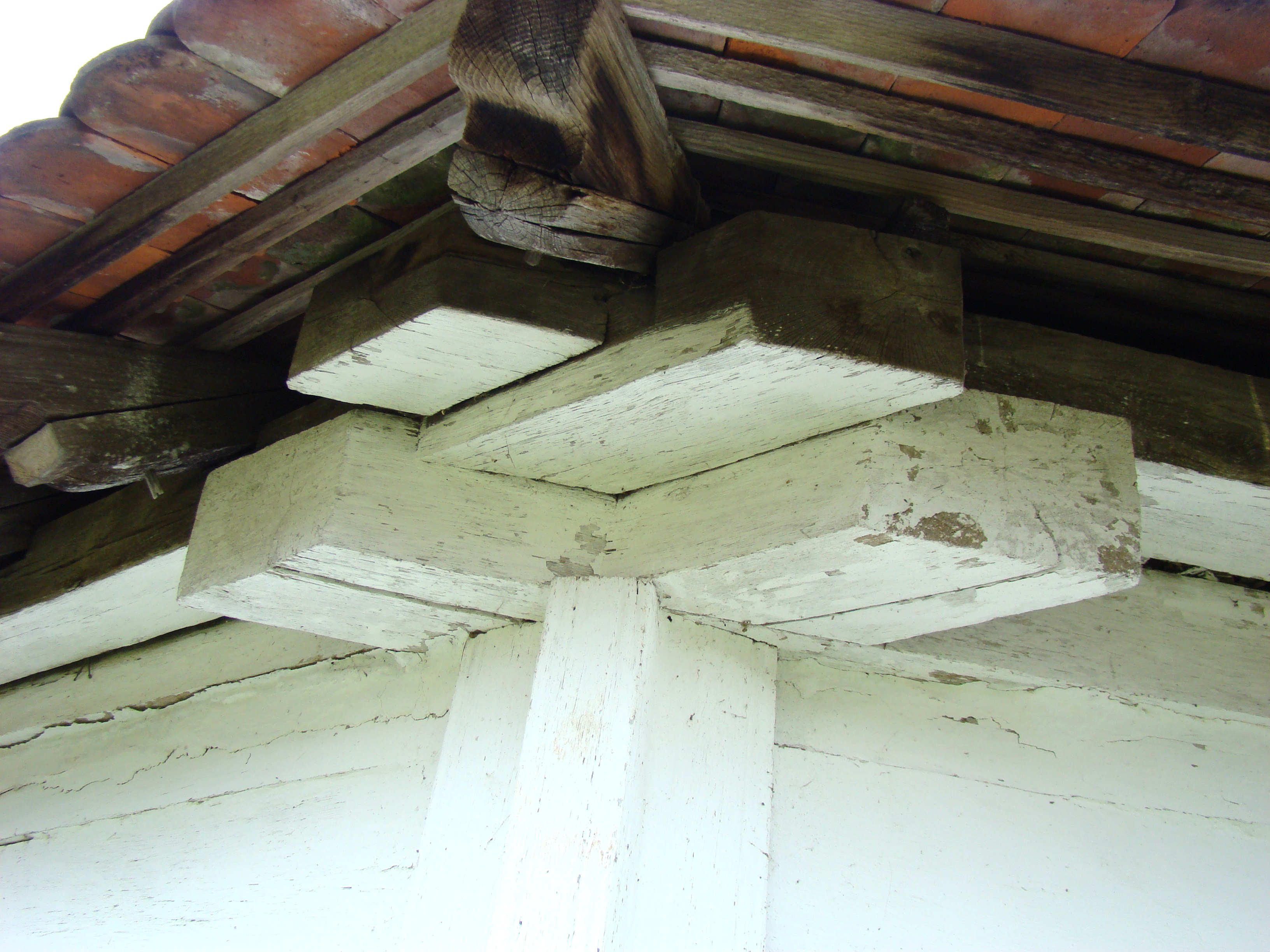
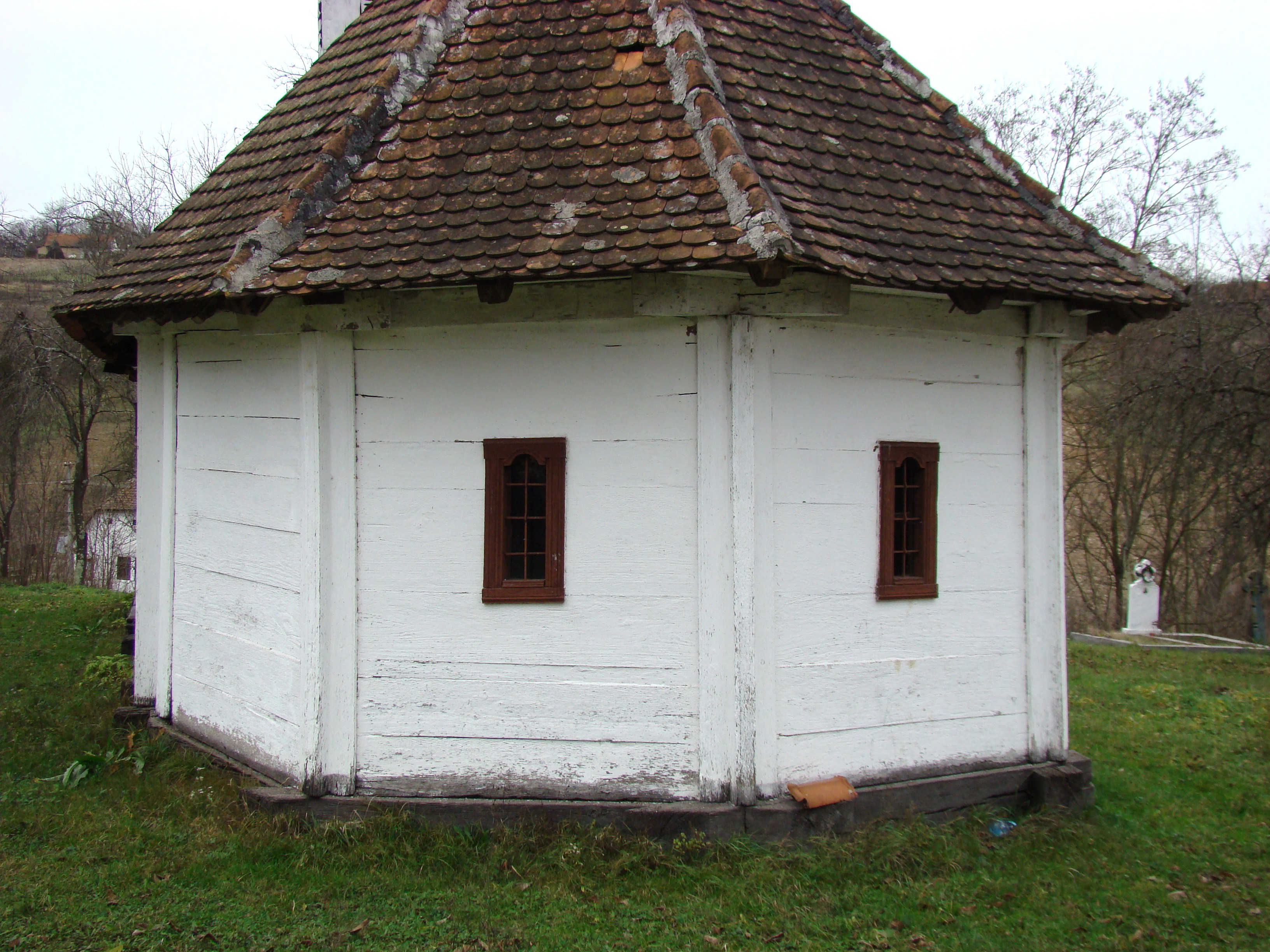
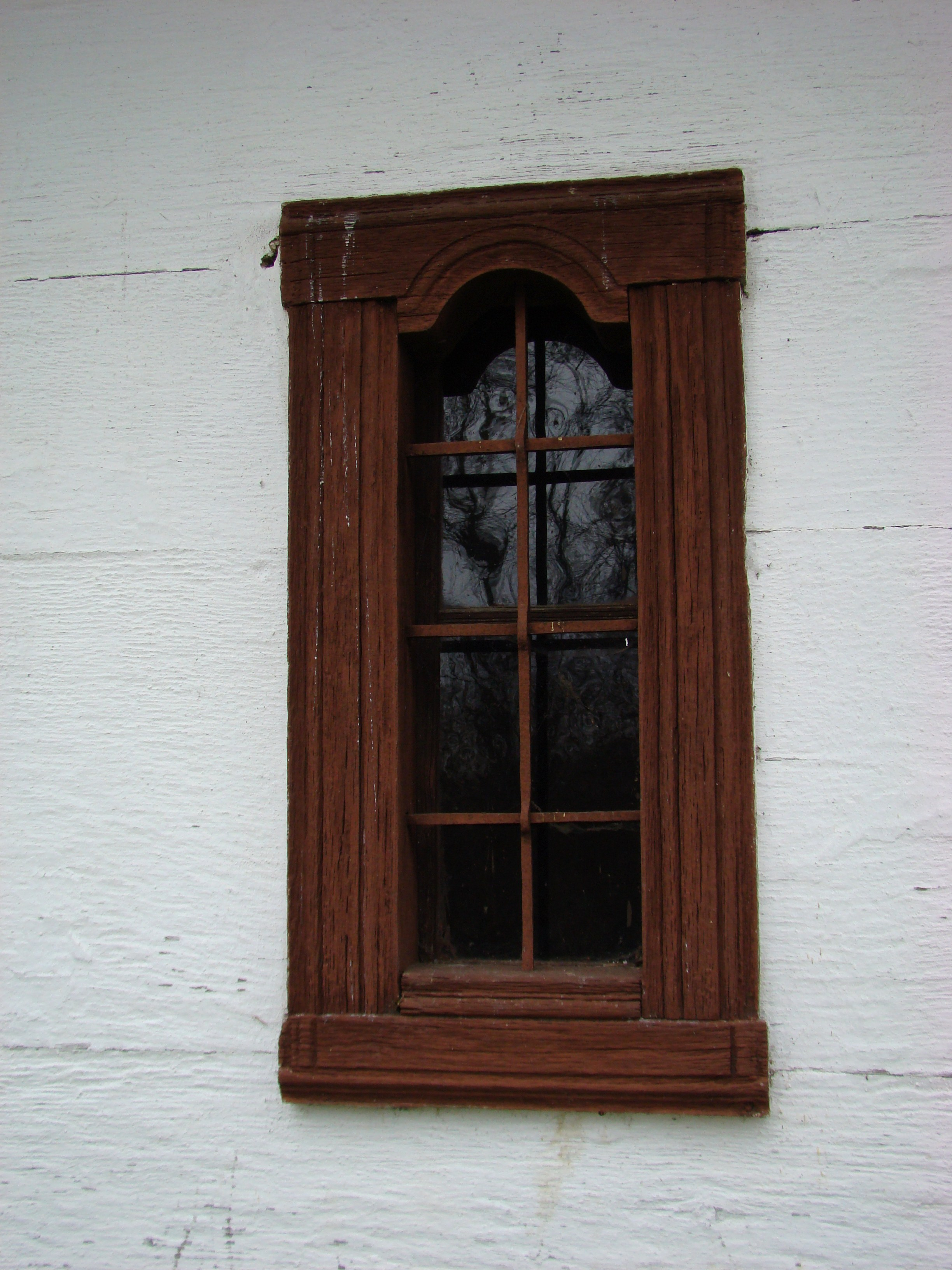
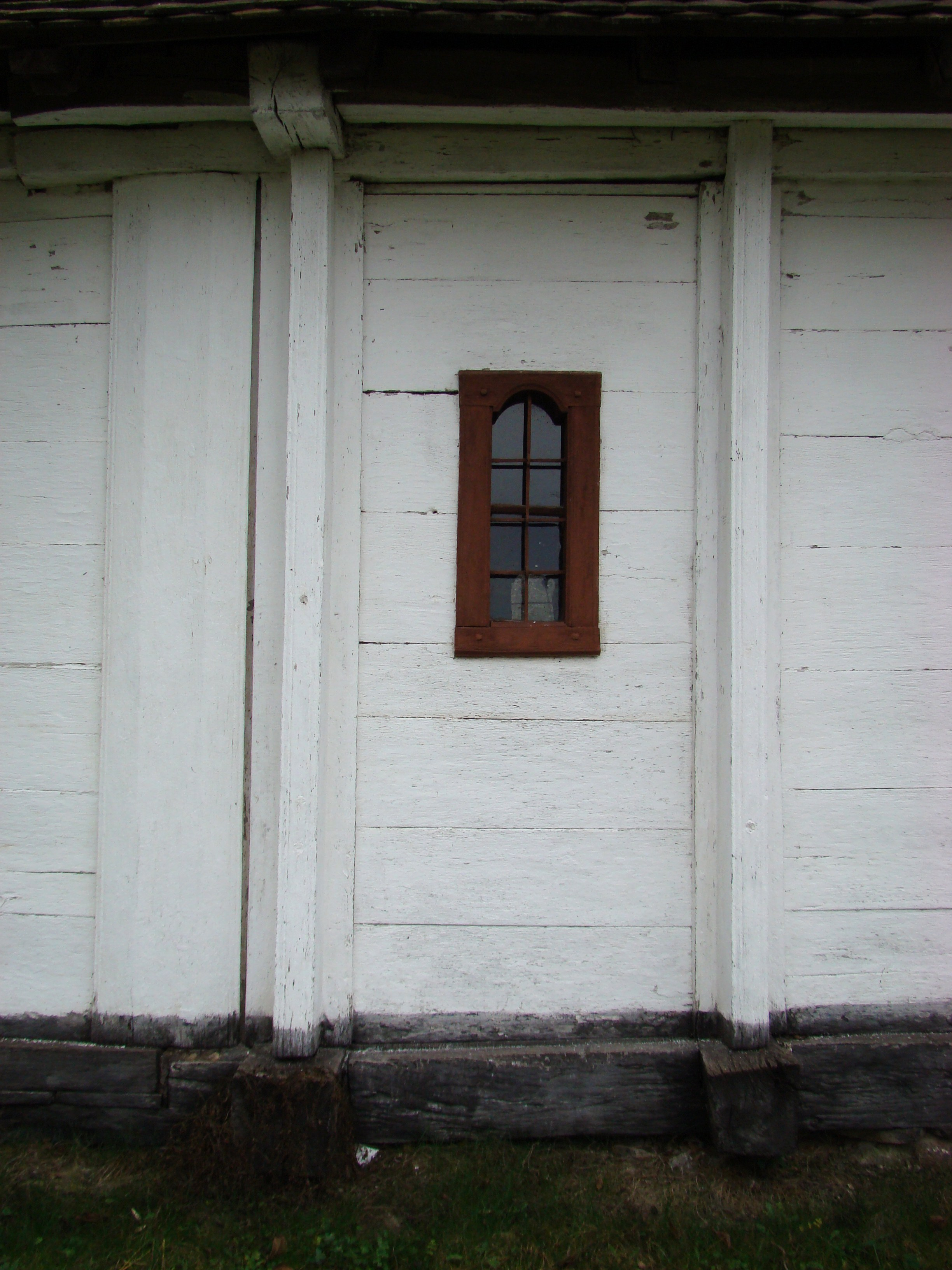
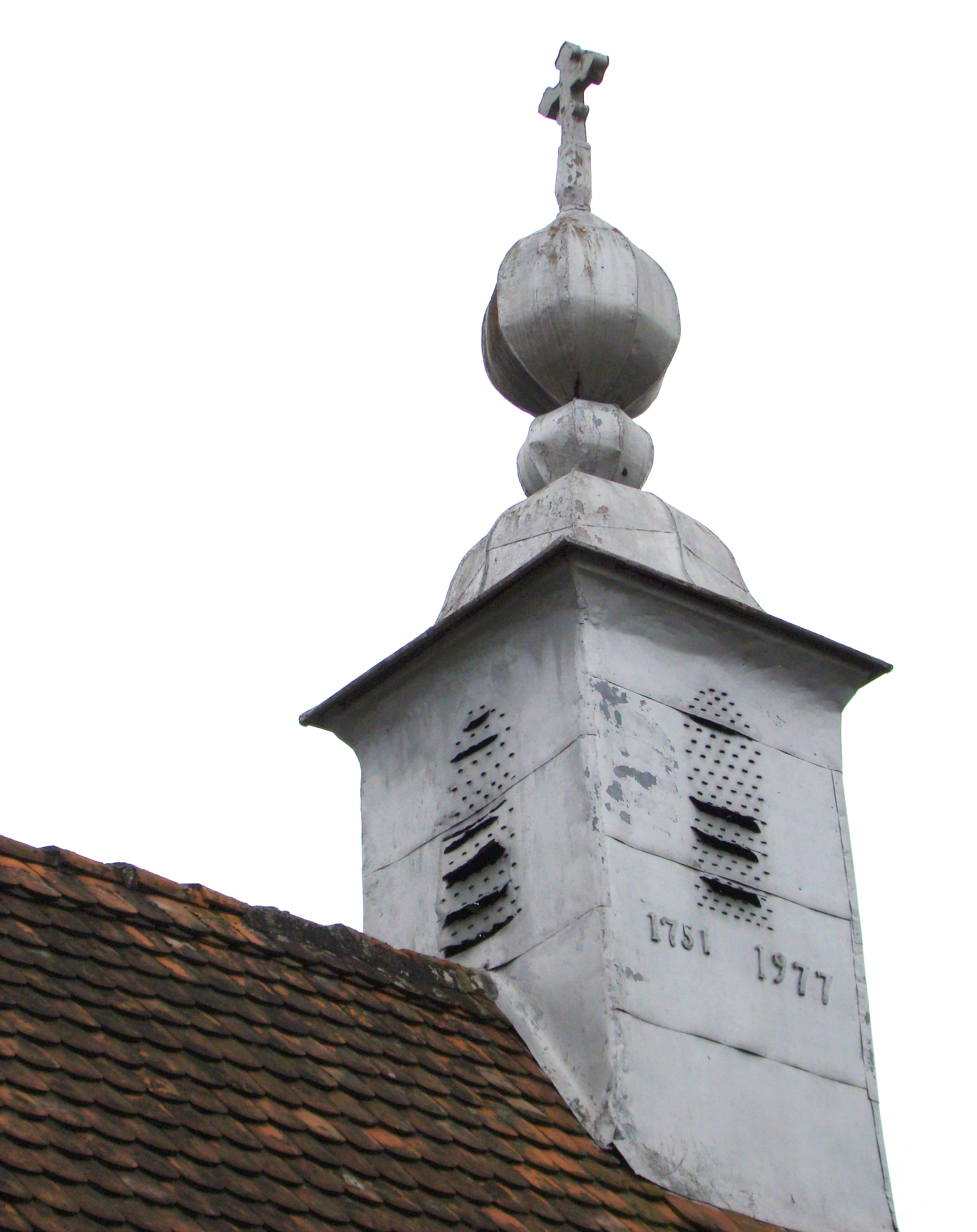
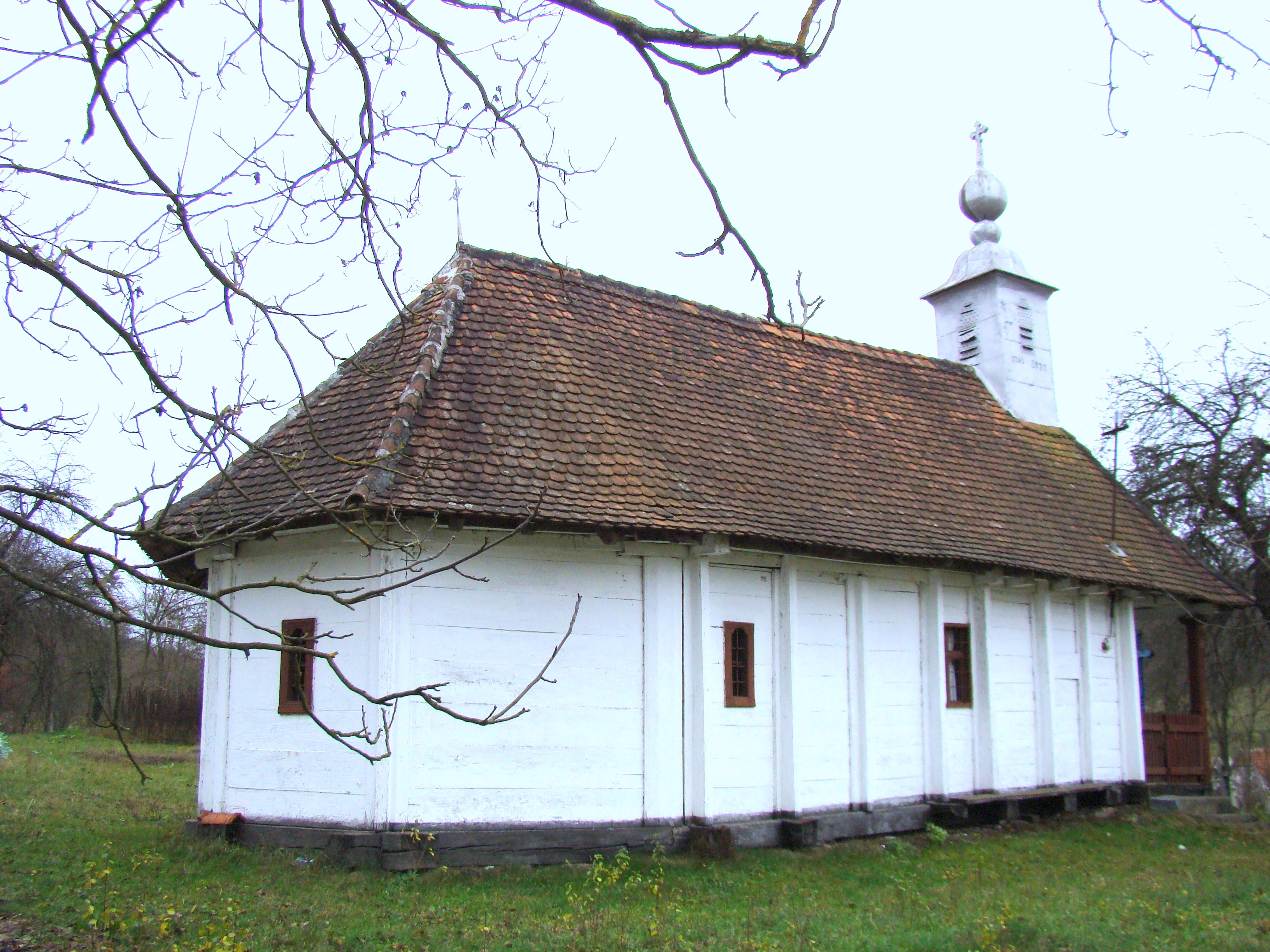
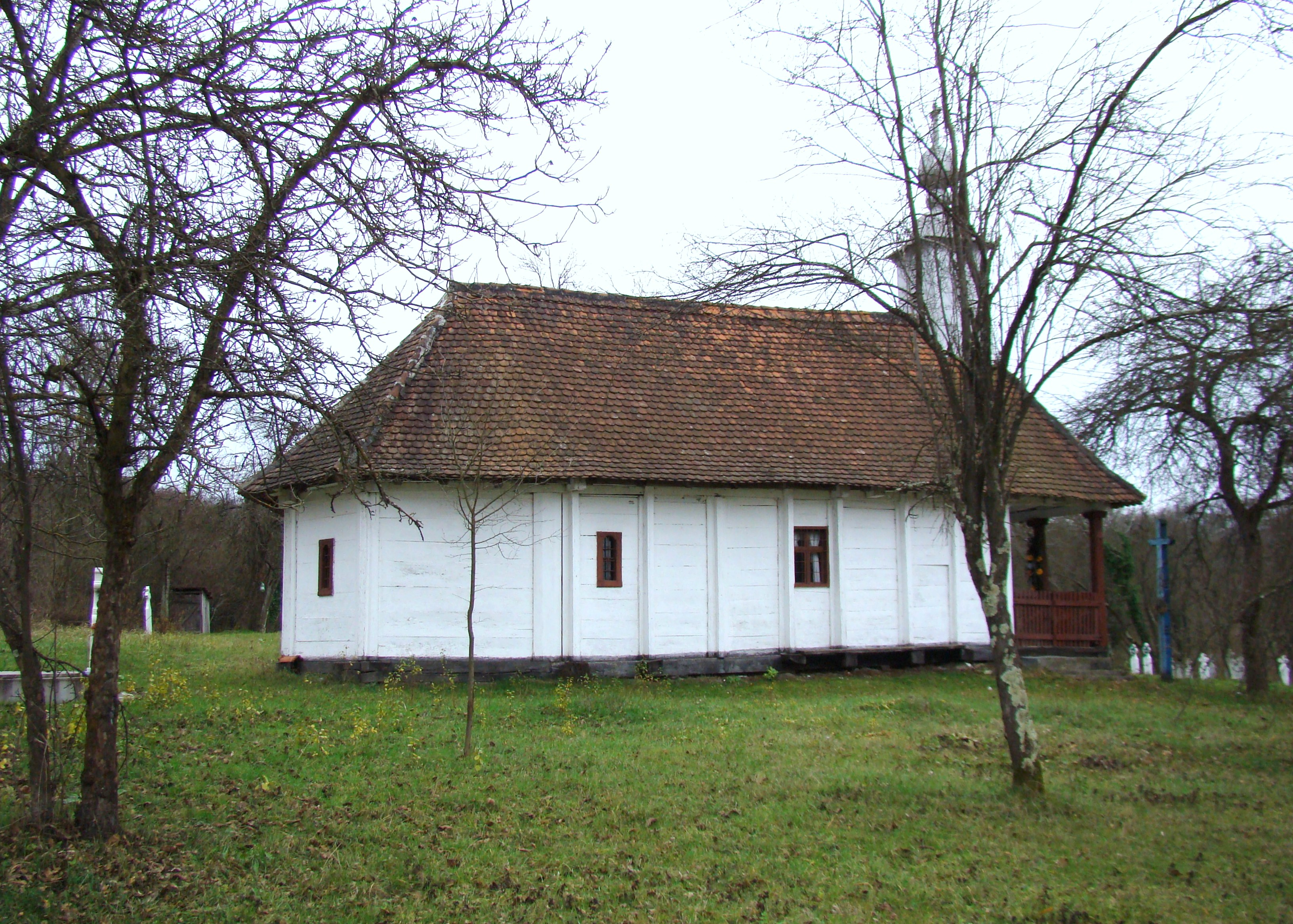
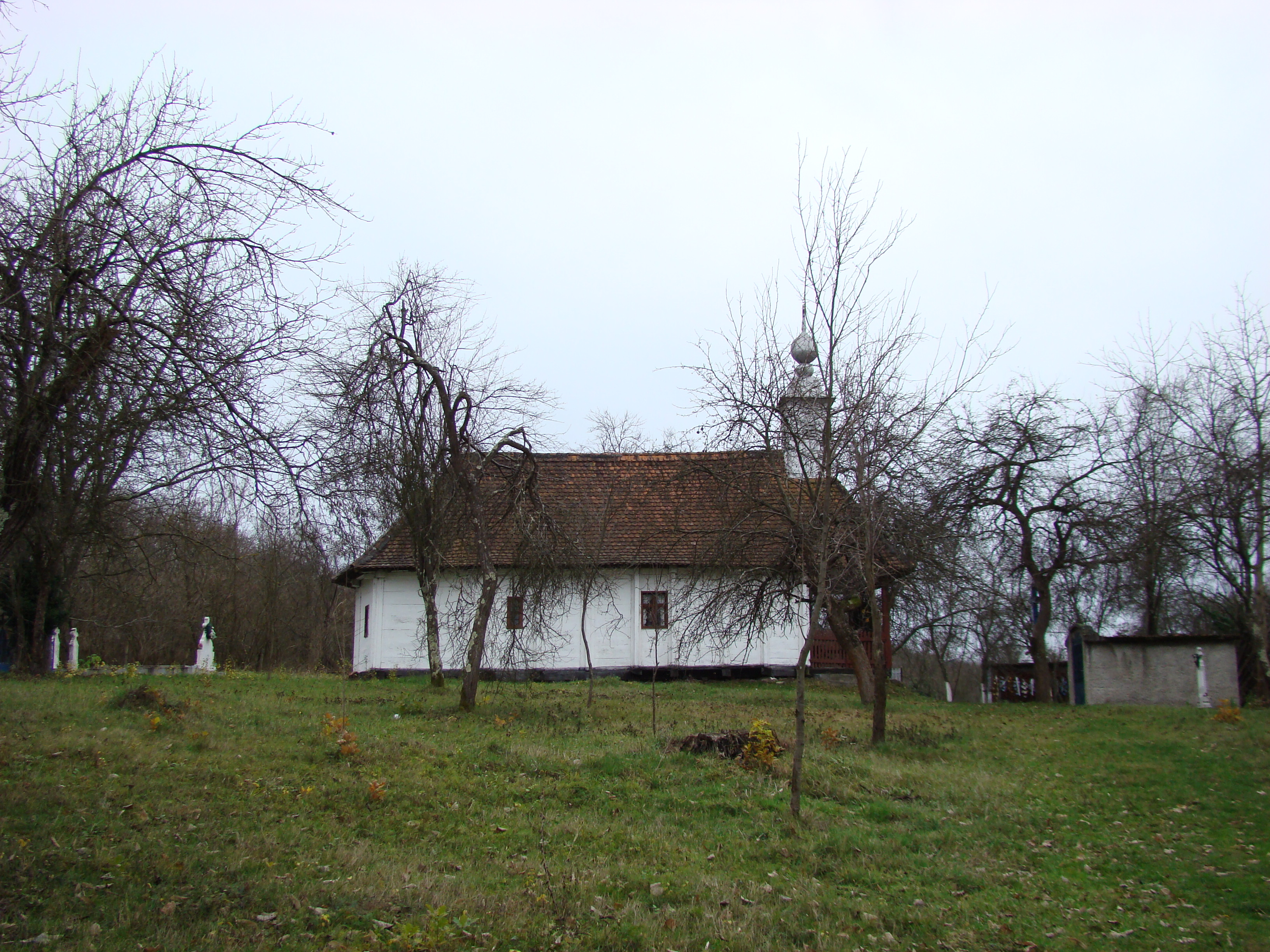
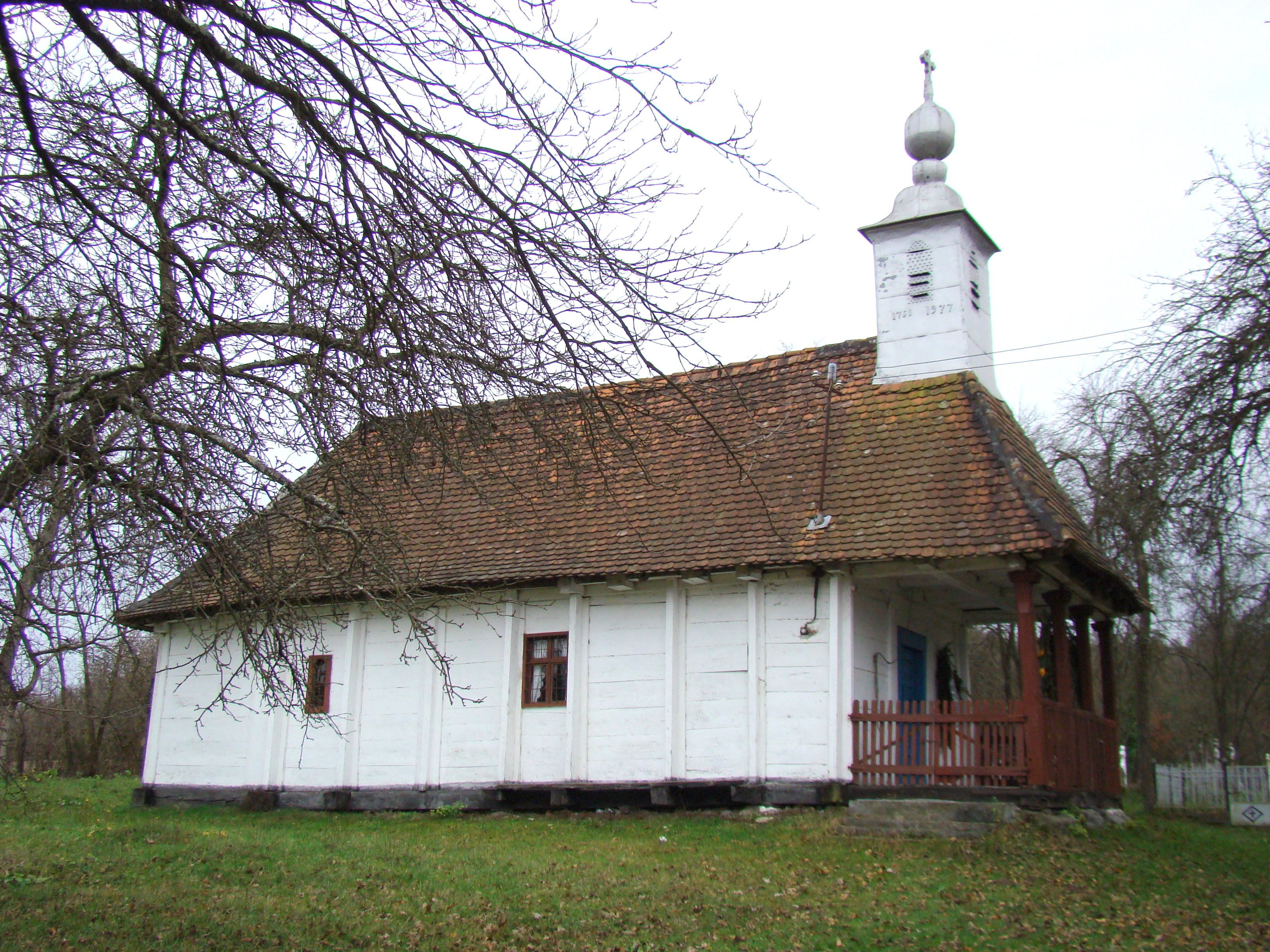
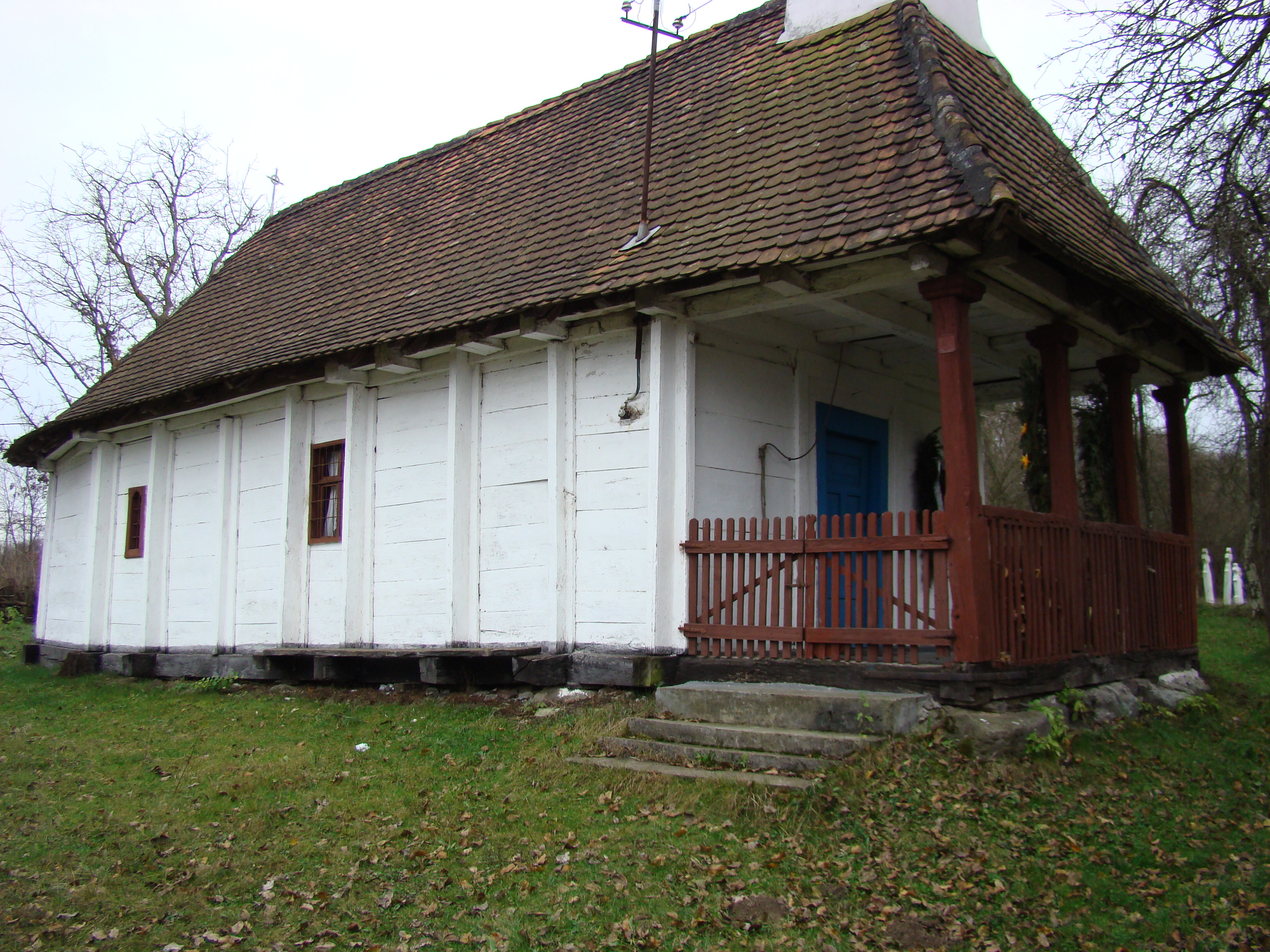
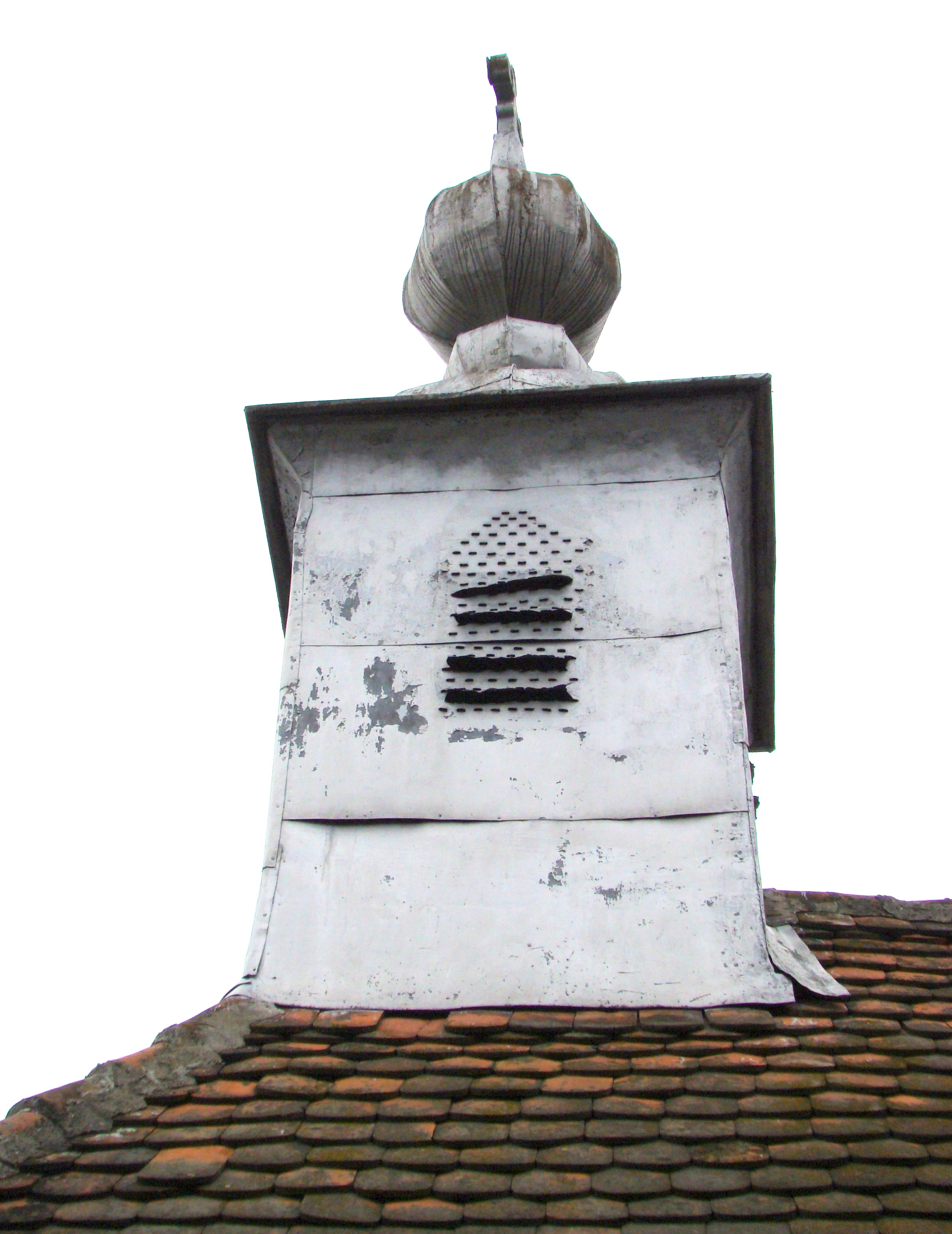
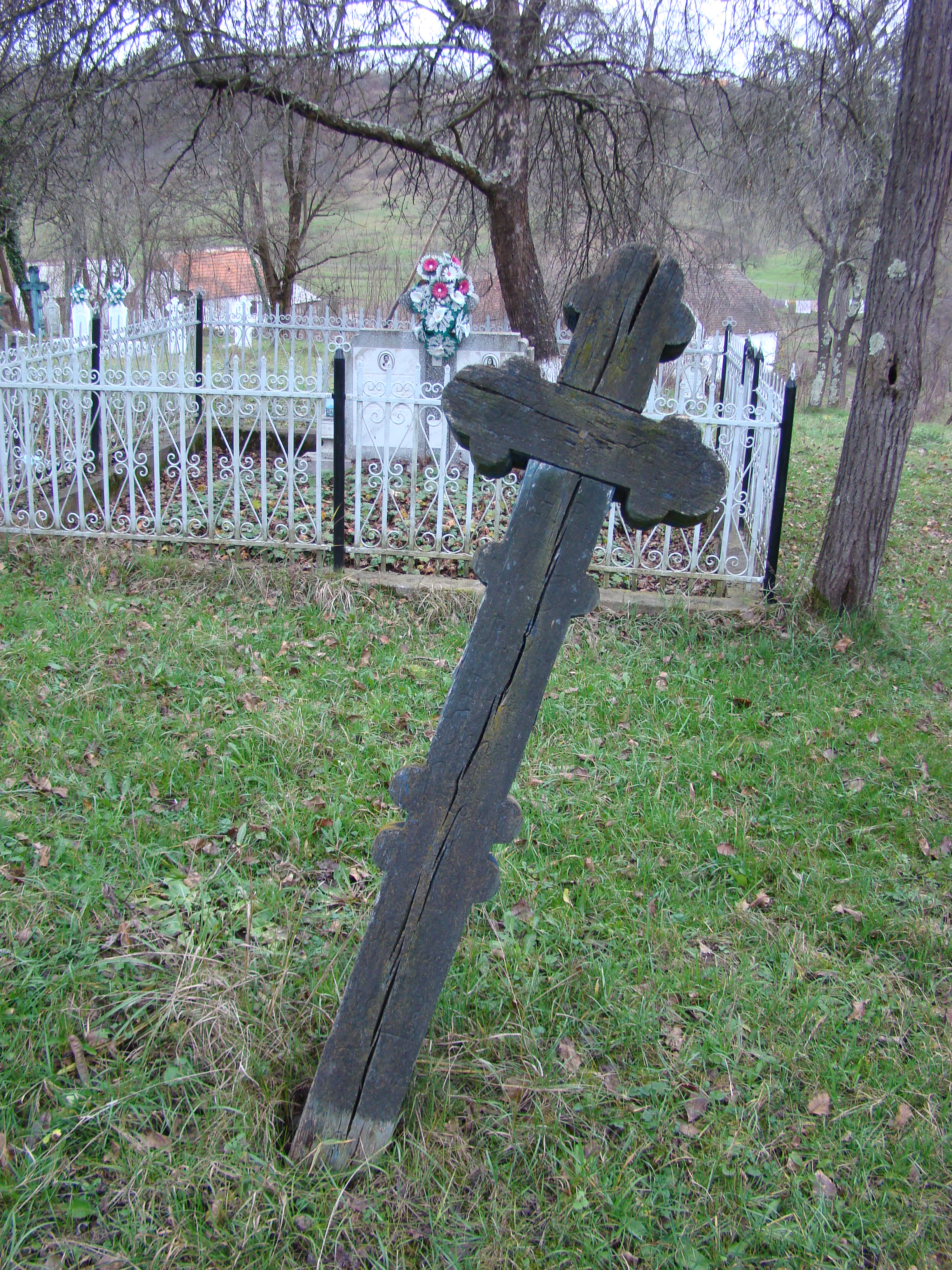
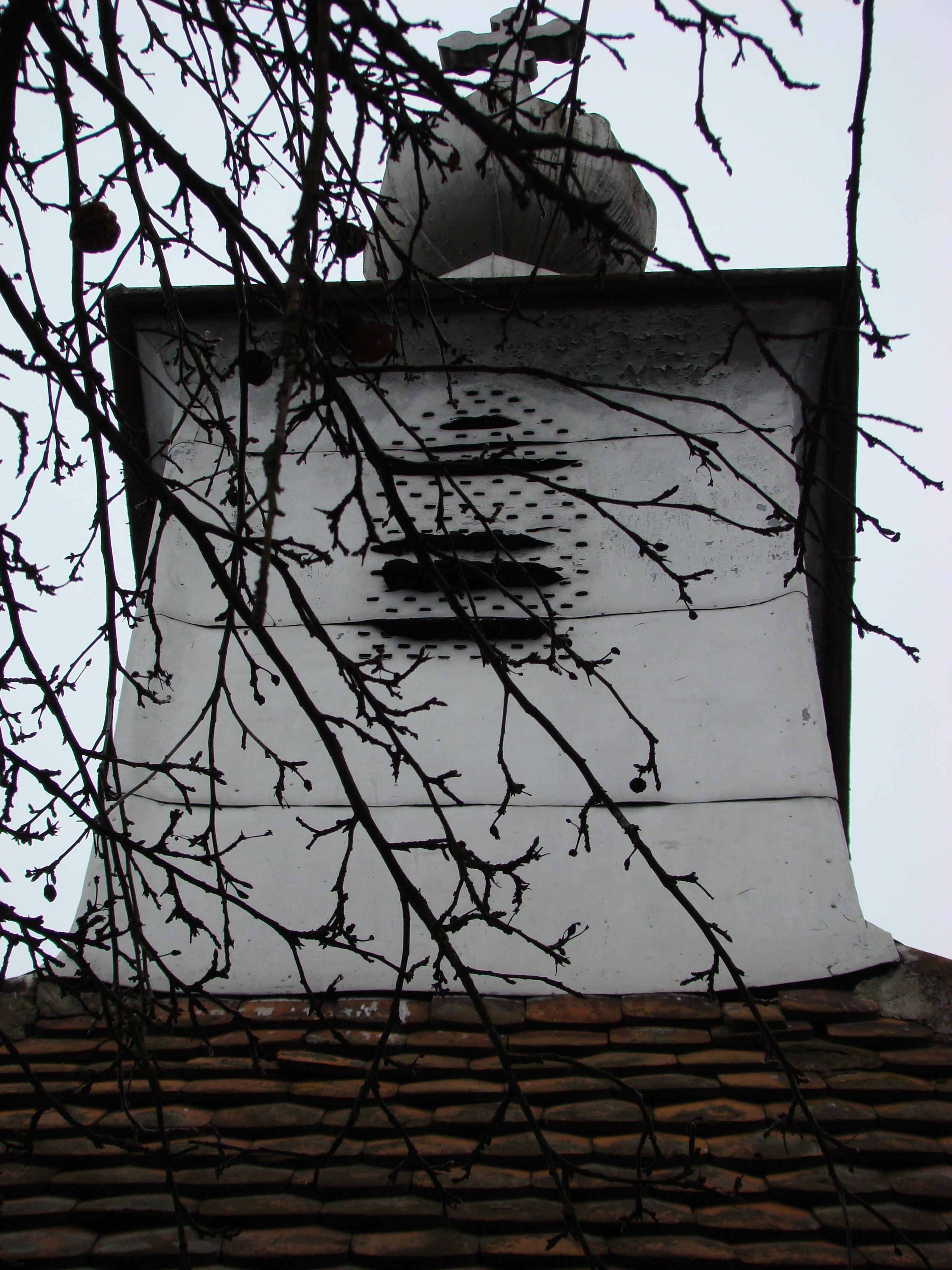
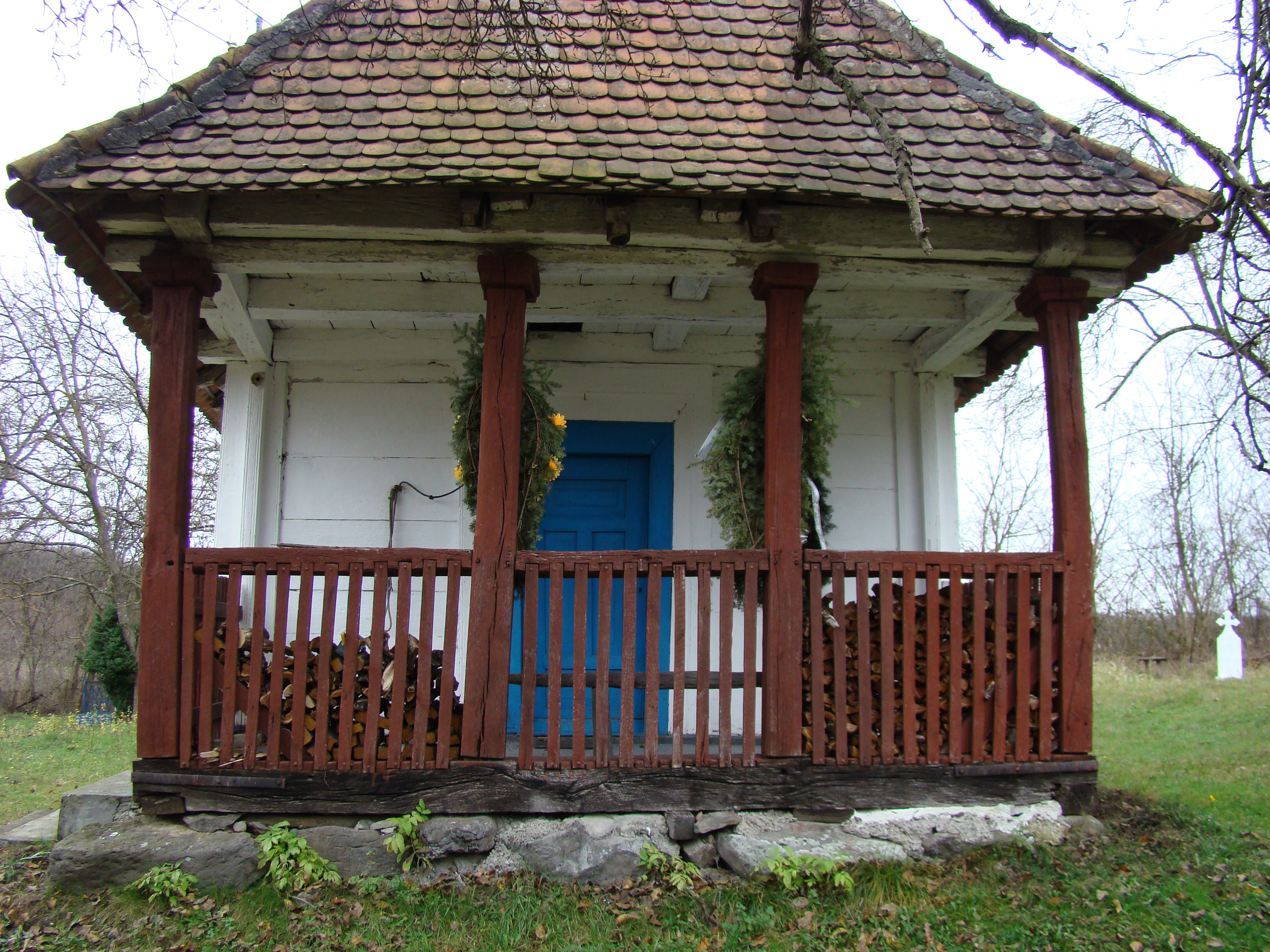
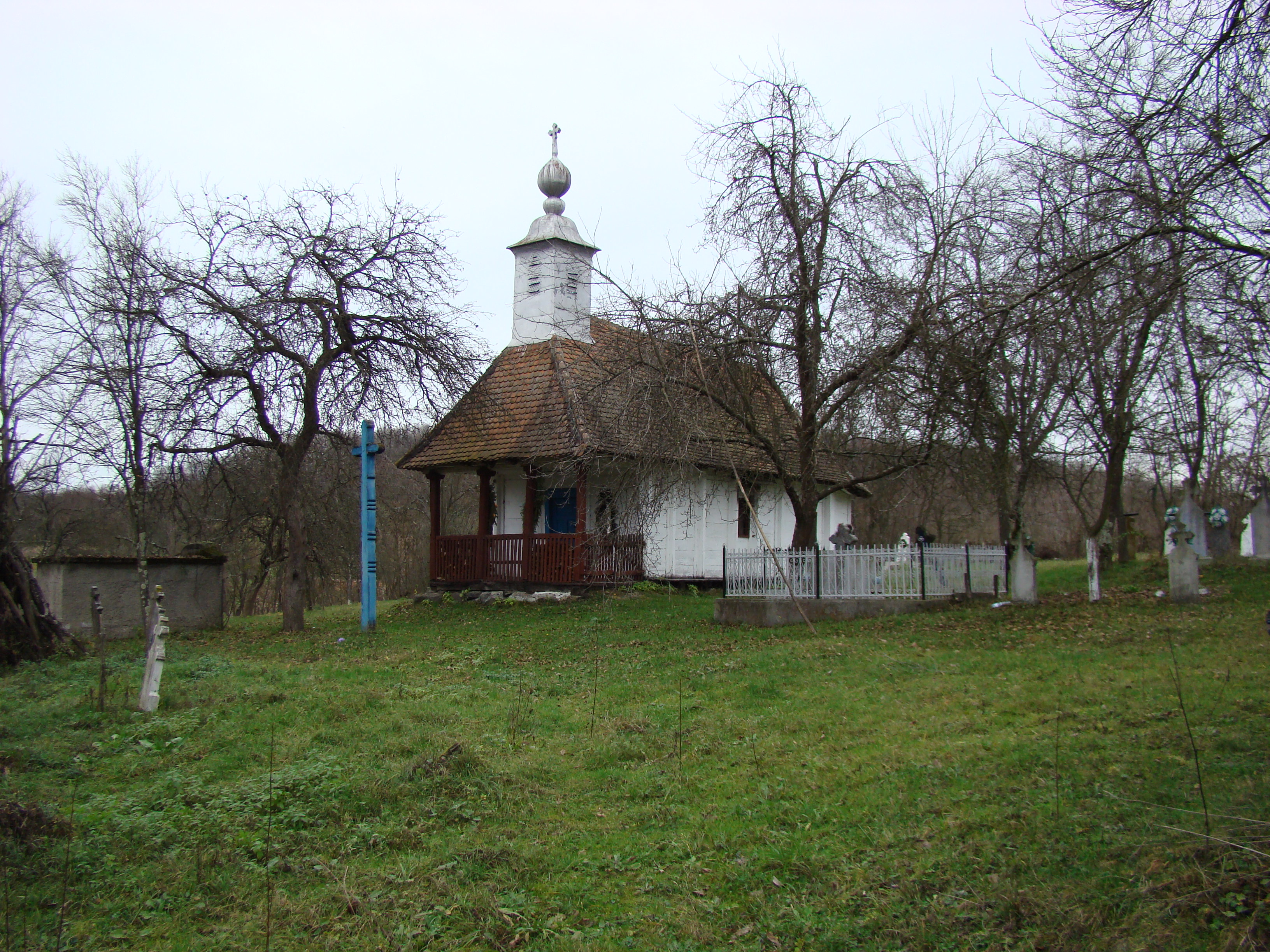
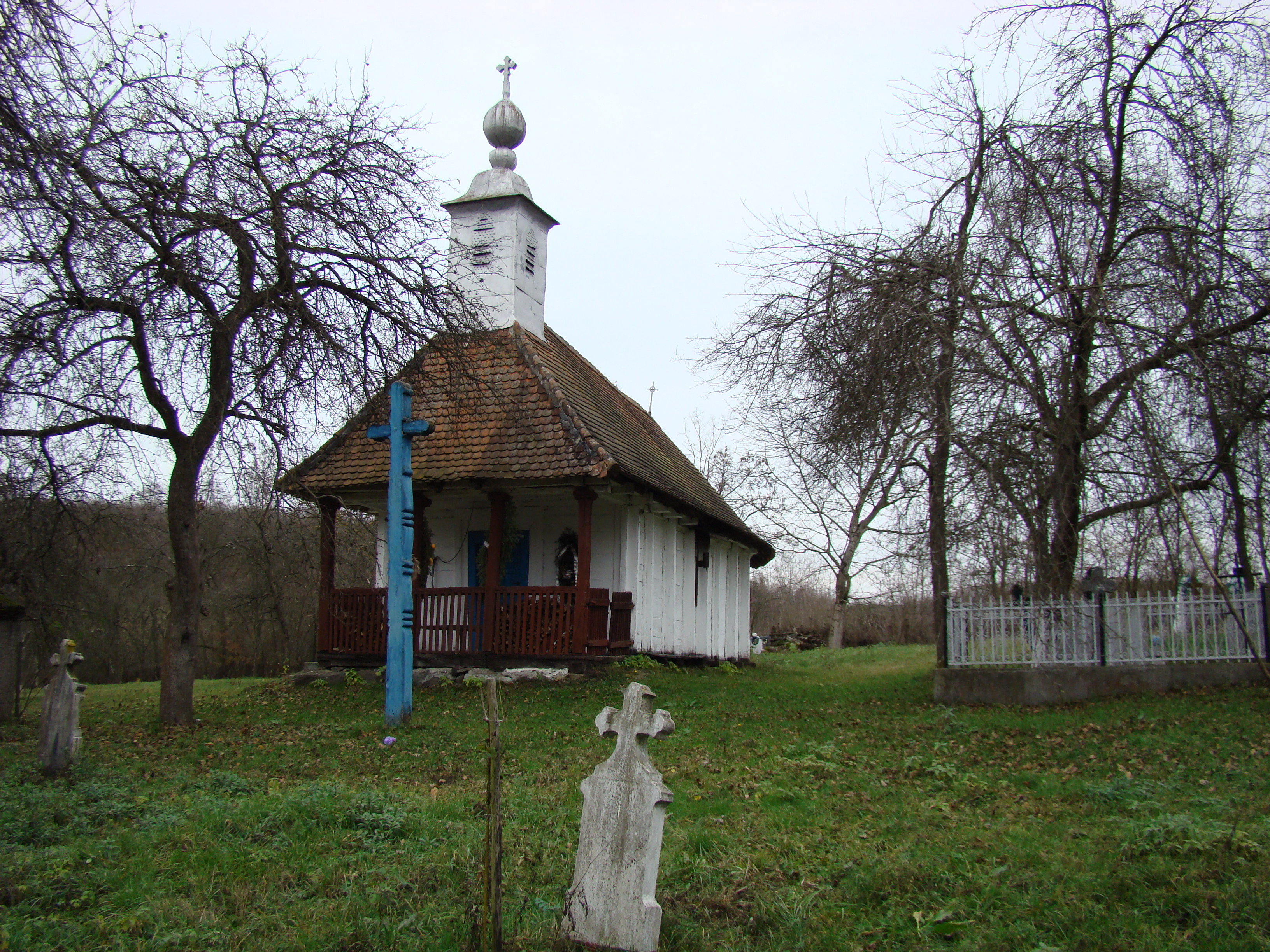
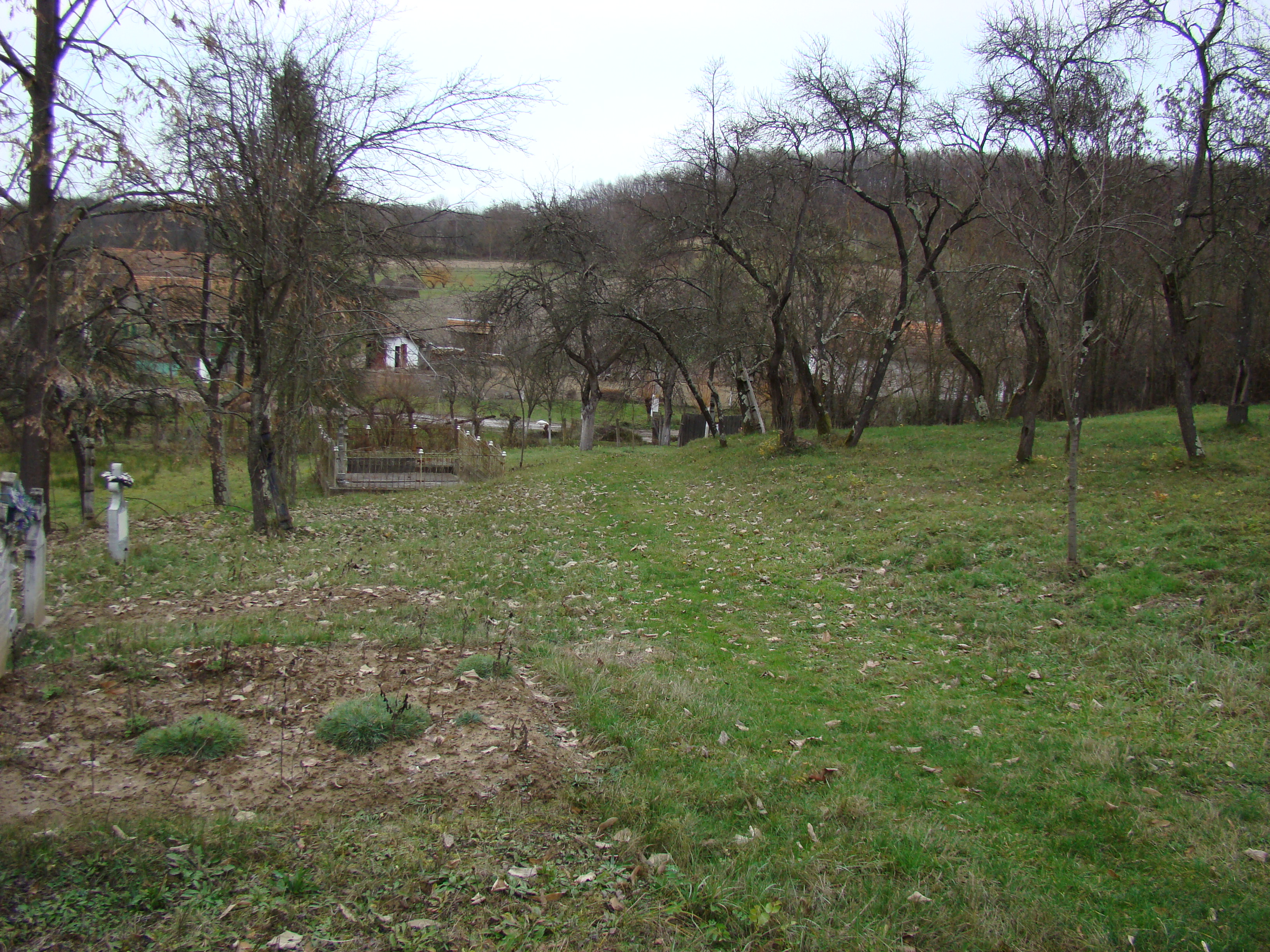
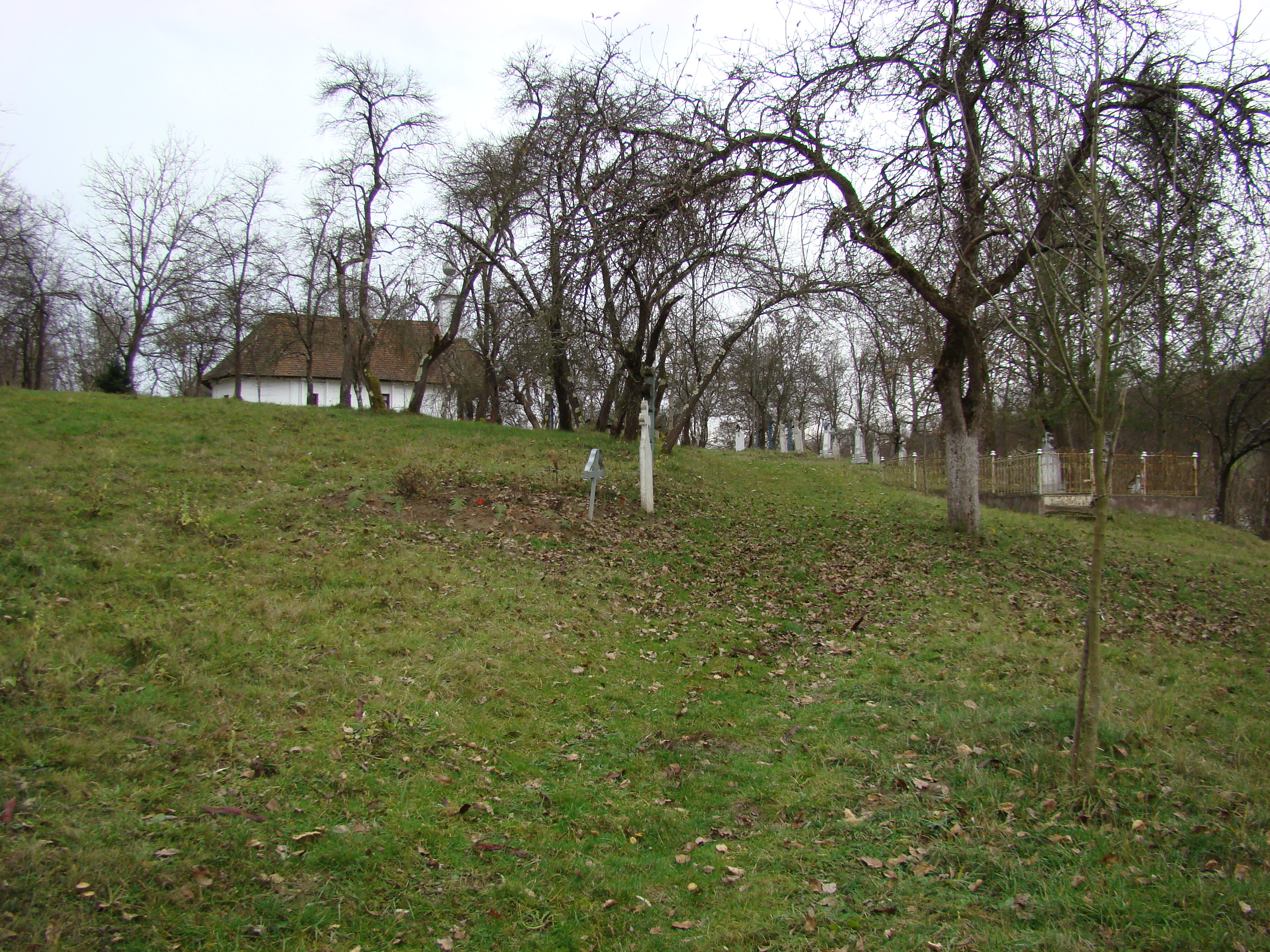
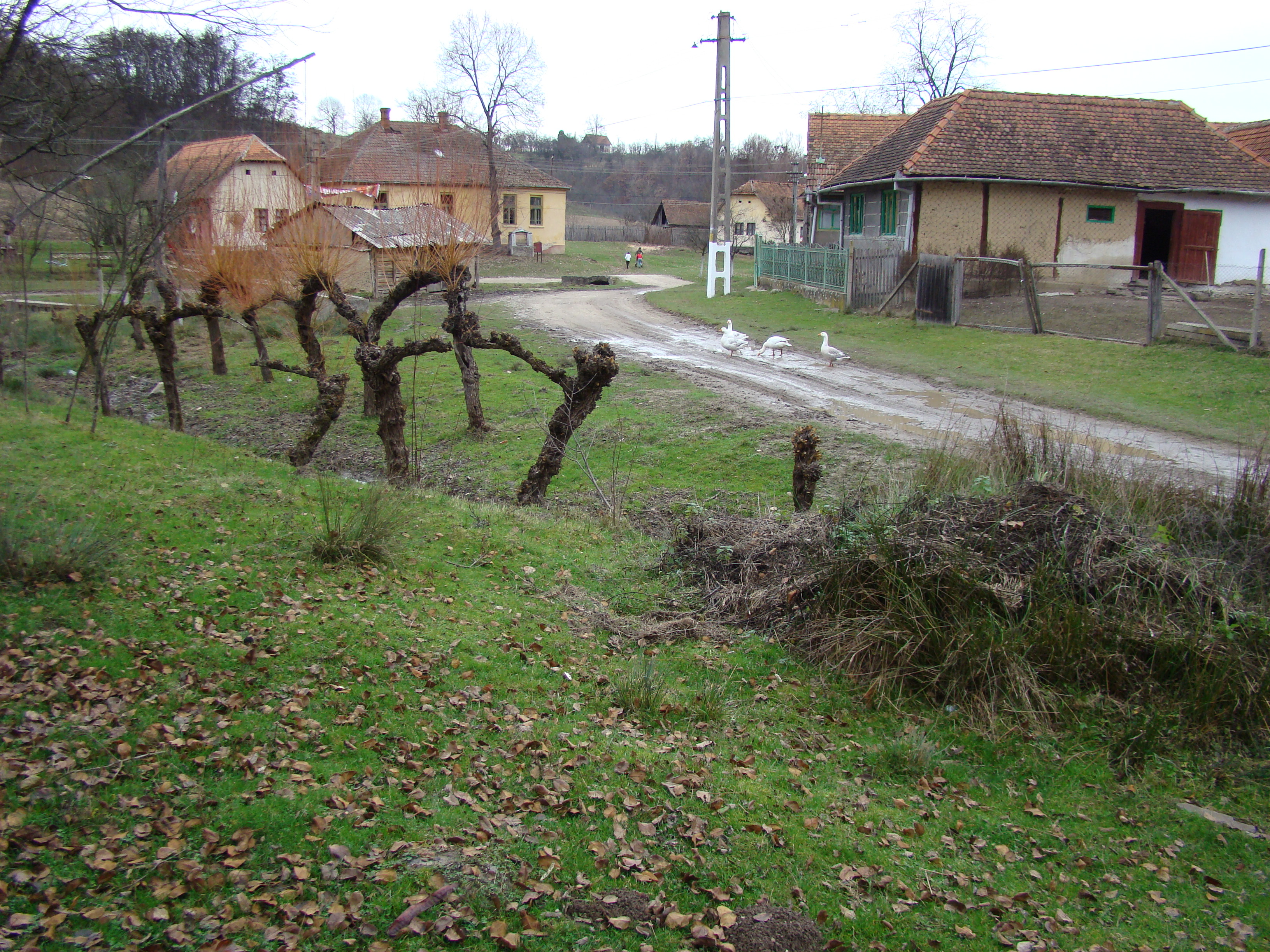
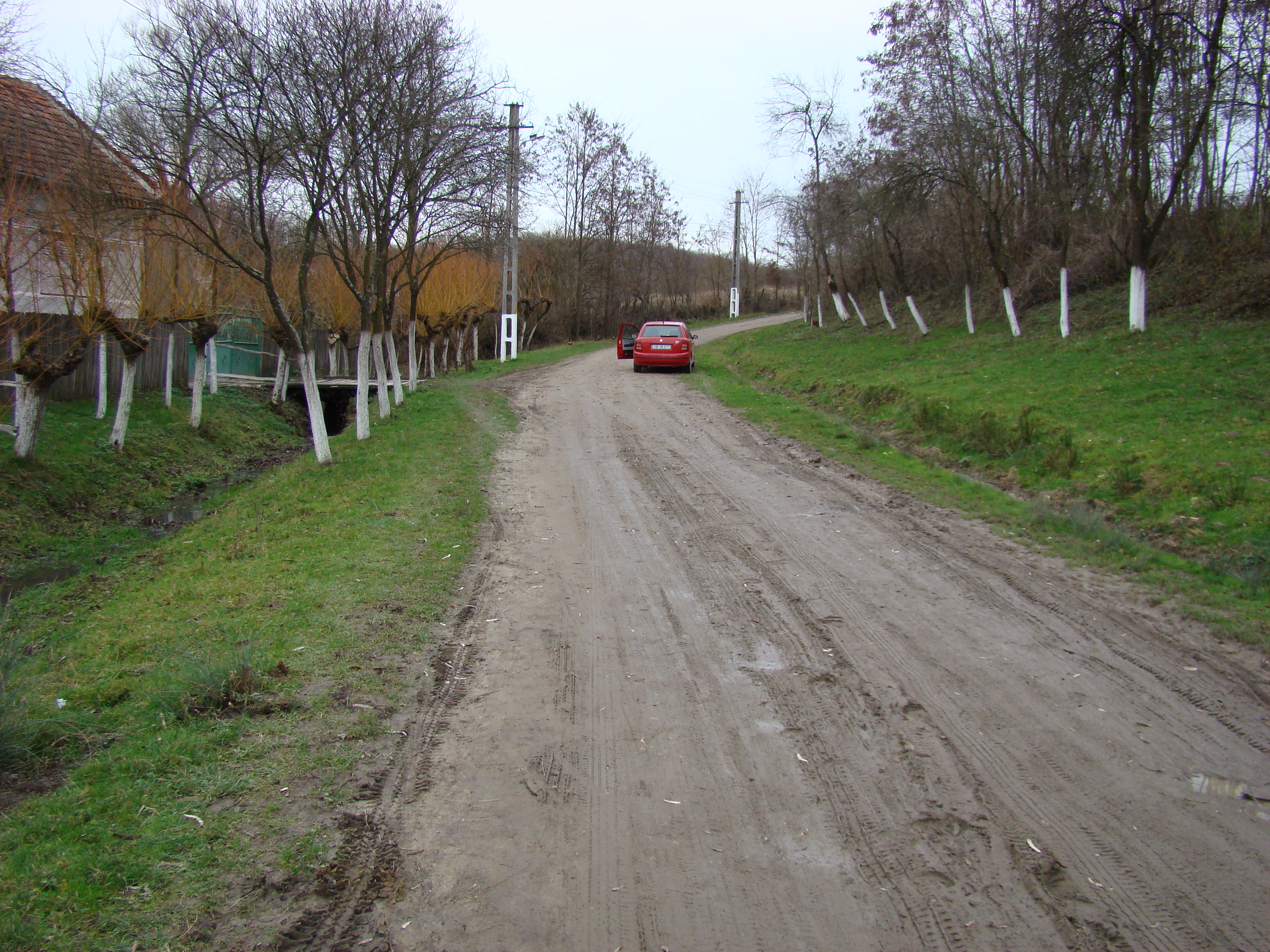